# Ngư Lộc
Ngư Lộc là một xã ven biển thuộc huyện Hậu Lộc, tỉnh Thanh Hóa, Việt Nam. Nay đã sáp nhập 5 xã Đa lộc, hưng lộc, minh lộc, ngư lộc, và hải lộc, thành Xã Vạn lộc,Trong thời kỳ phong kiến, Ngư Lộc được biết đến với tên gọi Làng Diêm Phố. Ngư Lộc là làng ngư nghiệp điển hình của tỉnh Thanh Hóa, với sự đa dạng các phương thức đánh bắt và chế biến hải sản, cũng như truyền thống văn hóa đặc sắc. Ngư Lộc là một trong những xã có diện tích nhỏ nhất và mật độ dân số cao nhất Việt Nam.
Lễ hội cầu ngư tại xã Ngư Lộc đã được Bộ Văn hóa, Thể thao và Du lịch Việt Nam công nhận là di sản văn hóa phi vật thể cấp quốc gia từ ngày 11 tháng 9 năm 2017.

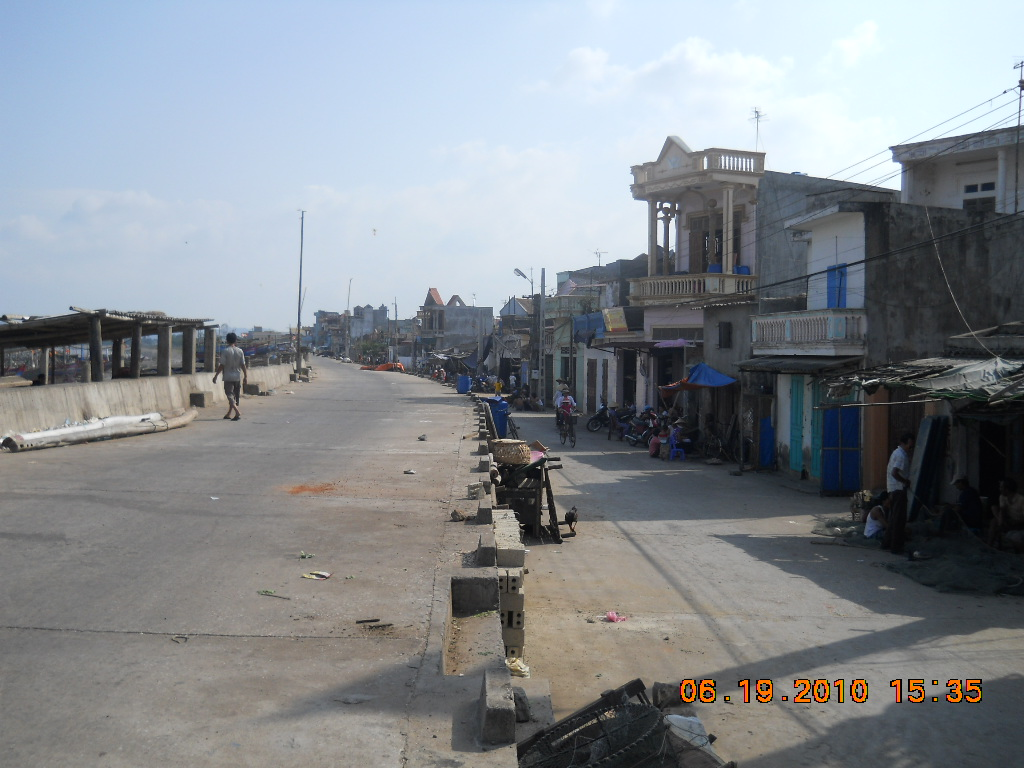
Con phố dọc theo đê biển của Ngư Lộc

## Thông tin địa lý
Xã Ngư Lộc có diện tích: 0,54 km². Theo Tổng điều tra dân số năm 1999, xã Ngư Lộc có dân số 16.101 người. Mật độ dân số năm 1999 là 29.817 người/km².
Theo thống kê năm 2009, dân số của xã là 15,815 người, sống trên một diện tích nhỏ hẹp 0,46 km² đã làm cho Ngư Lộc trở thành xã có số dân đông nhất huyện và mật độ cao nhất Việt Nam (34.380 người/km²), và mật độ dân số này cao hơn nhiều quận nội thành ở Hà Nội như Hoàn Kiếm, Đống Đa, Thanh Xuân,...
Ngư Lộc được biết đến với nhiều cái nhất trong tỉnh: Xã có diện tích nhỏ nhất tỉnh; dân số đông nhất tỉnh; tỷ lệ đói nghèo cao nhất (42% hộ nghèo); tỷ lệ chênh lệch giới tính cao nhất (2/3 là nữ).
Địa giới hành chính: 
- Phía đông và đông nam giáp Vịnh Bắc Bộ;
- Phía tây và tây nam giáp xã Minh Lộc;
- Phía bắc giáp xã Hưng Lộc.

Xã Ngư Lộc hiện nay được chia thành 7 thôn: Bắc Thọ, Chiến Thắng, Nam Vượng, Thắng Lộc, Thắng Phúc, Thắng Tây, Thành Lập.

## Lịch sử
Vào thế kỷ X, đời vua Lê Đại Hành đã có chủ trương đưa dân đi khai hoang. Vua cử tướng Lê Phúc đi thị sát một số vùng ven biển phía Bắc và miền Trung nhằm phát triển kinh tế và bảo vệ đất nước. Trong thời kỳ đó, vùng ven biển Thuần Lộc (Hậu Lộc ngày nay) số dân đến ở không đáng kể.
Sau chiến thắng quân Nguyên lần thứ hai năm Ất Dậu (1285), vua Trần Nhân Tông cho phép một số dòng họ đi khẩn hoang lập làng mới ở ven biển các huyện Thanh Hóa. Trong đó họ Bùi có nguồn gốc từ Hà Đông, họ Trần có nguồn gốc tổ tiền từ Kiến Xương (xưa thuộc Sơn Nam Hạ) đem theo nghề cá và nghề muối vào vùng Diêm Phố (Ngư Lộc) và Lạch Trường (Hải Lộc) để khẩn hoang lập làng mới, đồng thời mở mang nghề nghiệp.
Thời Trần, Diêm Phố (Ngư Lộc) mới hình thành cấp thôn. Thời Lê, Diêm Phố thuộc tổng Đăng Trường, huyện Phong Lộc, phủ Lạng Phong. Đến thế kỉ 16 đổi sang cấp làng. Theo gia phả họ Trần ở Ngư Lộc cách đây hơn 5 thế kỉ ghi: "Diêm phố trở thành một xã từ đầu thời Lê Trung Hưng". Chế độ xã trưởng thay cho chế độ lão trưởng, vị xã trưởng đầu tiên là ông Bùi Thế Duật. Đến đời Nguyễn, Thiệu Trị thứ 6 (1846) sắc phong ở phủ thờ cá Ông cho biết Diêm Phố là 1 xã thuộc tổng Xuân Trường, huyện Hậu Lộc, Tỉnh Thanh Hóa. Sau thời Khải Định năm thứ 2 (1917) Diêm Phố được gọi là Thượng Diêm Phố. Đến trước năm 1945 do có sự phát triển quy mô về cấp xã Diêm phố được sáp nhập với nhiều làng trong vùng hình thành xã mới... Diêm Phố trở lại thiết chế cấp thôn.
Ngoài ra, những tên Nôm dựa theo nghề đặc trưng của từng xóm trong thôn cũng được sử dụng như Xóm Gõ (xóm chuyên sử dụng thuyền gõ), xóm Bè (xóm chuyên sử dụng bè).
Cho đến trước Cách mạng Tháng Tám, Ngư Lộc (Diêm Phố) là một làng "nhất xã nhất thôn". Sau ngày Cách mạng tháng Tám thành công, Diêm Phố trở thành xã Cao Thắng. Năm 1946 đổi là xã Vạn Thắng. Cuối năm 1946, xã Cao Thắng (Vạn Thắng) được sáp nhập cùng các xã Tiến Thịnh (Minh Lộc), Đồng Lạc (Hưng Lộc và Đa Lộc) thành xã Vạn Lộc. Đến tháng 4 năm 1954, huyện Hậu Lộc chia lại địa giới hành chính. Toàn huyện có 10 xã, nay chia thành 26 xã, trong đó xã Vạn Lộc được chia thành 4 xã mới: Đa Lộc, Hưng Lộc, Minh Lộc và Ngư Lộc (Diêm Phố). Chữ "Ngư" là chỉ nghề đánh cá, còn "Lộc" gắn với tên huyện Hậu Lộc. Xã mới Ngư Lộc có 14 xóm: Thắng Bắc, Thắng Tây, Thắng Nam, Thắng Vinh, Thắng Vượng, Thắng Đông, Thắng Phúc, Thắng Lộc, Thắng Thịnh, Thắng Cường, Thắng Thành, Thắng Minh, Thắng Đức và Thắng Lợi. Mỗi xóm có một trưởng xóm điều hành.
Một tài liệu khác cho biết: Từ năm 1950 đến 1952, xã Ngư Lộc gồm 4 thôn là Phú Thọ, Hùng Vương, Lộc Lôi và Thịnh Cường. Từ năm 1953 đến năm 1975 gồm 17 thôn.
Năm 1960, trong công cuộc vận động xây dựng hợp tác xã, từ 14 xóm của xã Ngư Lộc đã được tổ chức thành hai loại hình hợp tác xã: hợp tác xã ngư nghiệp và hợp tác xã thủ công nghiệp. Mọi công việc từ sản xuất, xây dựng, đóng góp... đều do Ban quản trị chỉ đạo. Về mặt chính quyền thì tập trung vào ủy ban hành chính xã (từ 1976 đổi thành ủy ban nhân dân). Quá trình phát triển hợp tác xã từ năm 1960 của xã Ngư Lộc đã trải qua nhiều thăng trầm, biến đổi. Từ hợp tác xã nhỏ, vừa theo nghề địa dư lao động tiến lên thành hợp tác xã lớn với phương tiện đánh bắt được cải tiến, đạt doanh thu cao vào giai đoạn từ 1975 - 1985.
Năm 1988 thực hiện chủ trương của Quốc hội, Hội đồng Nhà nước, đơn vị xã trong cả nước được phát triển cấp thôn. Từ đó đến nay xã Ngư Lộc được chia thành 7 thôn: Chiến Thắng, Thành Lập, Thắng Lộc, Nam Vượng, Thắng Tây, Thắng Phúc và Bắc Thọ.

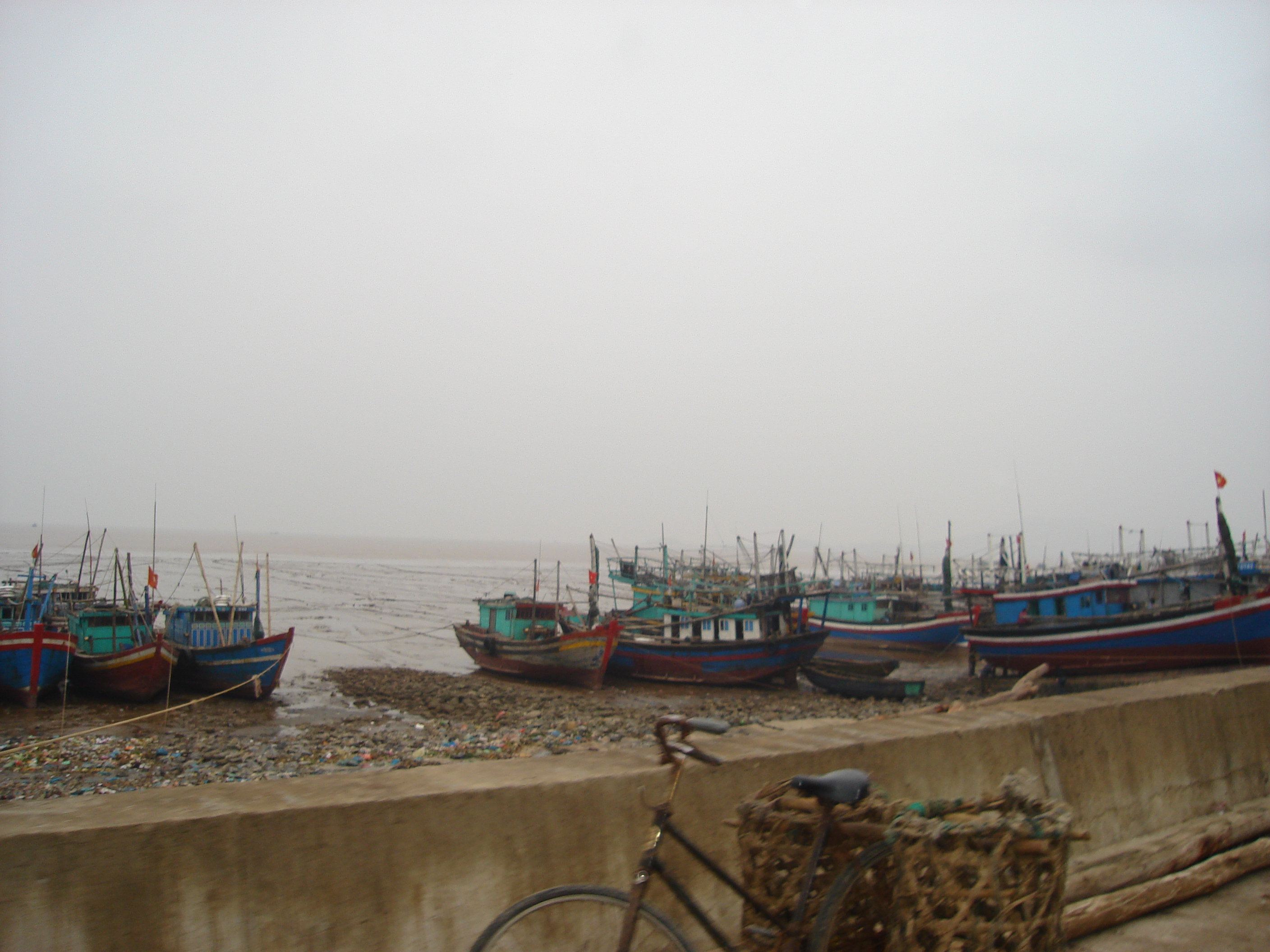
Bờ biển Diêm Phố, xã Ngư Lộc, Hậu Lộc.

## Di tích lịch sử, văn hóa
Nghè-chùa-phủ-miếu Diêm Phố được xây dựng chung trong một quần thể kiến trúc rộng khoảng 2 sào Trung Bộ. Kiến trúc này hài hòa về mặt không gian cây cối và cảnh vật. Toàn bộ khu kiến trúc được bao bọc bởi hàng phi lao xanh, vừa là hàng rào bảo vệ vừa tạo cảnh quan và giữ cho bên trong sự tĩnh lặng cần thiết cho tín lễ. Mặt của khu kiến trúc hướng ra biển, có cổng Tam Quan đồ sộ. Từ cổng Tam Quan trở vào có con đường lớn chạy đến cửa đền, đồng thời chia đôi khu di tích này thành hai phần, có các đường xương cá để vào nghè, đề, chùa, miếu, phủ. Trong quần thể này có Nghè thờ Tứ Vị Thánh Nương, Chùa Liên Hoa, Đền thờ Đức Ông và Miếu thờ chung 344 người Diêm Phố tử nạn trong bão (1931).

### Nghè Thánh Cả và Bản thổ thần
Làng Diêm Phổ nằm sát ven bờ biển. Hằng năm do nạn biển lấn nên làng bị sạt lở dần. Ngôi nghè cả được xây dựng từ khi mới thành lập đến nay đã qua 4 lần xây dựng lại, xây dựng gần đây nhất là vào năm 1946. Tuy trải qua nhiều lần xây dựng lại nhưng nghè vẫn giữ được kiểu kiến trúc xưa, mặt ngoảnh hướng Nam. Kiến trúc của nghè theo phép đối xứng rất cân đối giữa nghè chính, tam quan và hai dải vũ, ở giữa là một sân gạch hình chữ nhật.
Nghè chính được xây dựng bằng gạch vồ, vôi hầu trộn với mật mía và giấy bản để xây tường, cột trụ, rui, mè đều là những thứ gỗ không bị mọt, các chuồng cửa đều bằng lim, mái nghè lợp bằng ngói. Nghè có kiến trúc vững trãi, đường nét uyển chuyển, bề thế.
Gian trong cùng là chính tẩm dài 4m rộng 5m. Bệ thợ xây chính giữa sát tường hậu, trên mặt bệ đặt ngai, trong ngai là thánh thẻ, tất cả đều sơn son thiếp vàng. Trước ngai là bát hương Tứ vị. Trước bát hương là một mâm gỗ hình chữ nhật có bốn chân, dùng đặt lễ phẩm, trước mâm là hòm sắc cũng đều sơn son thiếp vàng. Phía trên trước cửa chính tẩm treo một bức đại tự bốn chữ: "Tứ vị Thánh Nương".
Tiền đường gồm ba gian chiều rộng 9m, chiều sâu 5m. Bệ thờ xây ở gian giữa sát cửa chính tẩm, trên bệ đặt bát hương lớn thờ hội đồng, một mâm bồng lớn đặt lễ phẩm, hai bên đặt hai cây sáp, đôi hạc thờ, ở giữa đặt một lư hương lớn bằng đồng. Trước bệ thờ đặt một trống đồng cao 0,60m, mặt trống có đường kính 0,50m. hai bên đặt các giá bát biểu và giá treo trống, chiêng. Trong tiền đường có treo ba đôi câu đối. Hai gian bên đặt kiệu bát cống và kiệu Long Đình và ở cửa ngoài tiền đương cũng có câu đối.
Thềm tiền đường có bật đá lan giai, riêng thềm gian giữa có bật đá lan giai xuống đến sân gạch, lan can là hai con rồng chầu cao 1m dài 2.5m được đắp bằng vôi hầu, mật mía và giấy bảm. Nối với bật thềm là một sân nhỏ lát gạch bát, rộng bằng chiều rộn tiền đường.
Tiếp với sân nhỏ là trung đường gồm 5 gian, rộng 12m, dại 5m, trung Đường là nơi hội họp của chức sắc và hương lão, có xây các bệ làm nơi ngội. Thêm trung đường cũng lát bậc đá lan giai, nối với sân lát gạch bát rộng 9m.
Hai bên sân là hai nhà dải vũ được cấu tạo bằng gỗ lim lợp ngói, mỗi dãy 5 gian úp mặt vào nhau theo hướng Đông và Tây. Nối với sân lát gạch là cửa Tam quan. Cửa cao 8m, dài 5m, rộng 4m. Bậc lan can lên xuống chạm một đôi rồng đá thời Lê dài 2.5m cao 1m. Nghè được xây tường bao chung quanh làm thành một khuôn viên riêng biệt.

### Chùa Liên Hoa
Chùa được xây dựng theo kiểu hình chữ Đinh, nằm sát liền nghè hơi chếch về phía tây nam. Chùa ngoảnh hướng đông, trước mặt có cửa tam quan có ba tầng gác, ở gác hai có treo một chiếc chuông đồng to đúc năm Mậu Dần 1938 tại Hà Nội. Trên chuông và đại tự điều nghi chùa Liên Hoa Tự. Chùa được kiến trúc xây dựng ba cung: Hạ đường, trung đường, Tiền đường. Tiền đường gồm ba gian hai trái, chiều dài 8m, chiều sâu 10m. Phía trước sân có một tấm bia, hai bên có gắn đôi câu đối bằng hồ si, ghi chữ quốc ngữ. Bên trong chùa có các bệ cao cho phật ngồi. Nhà ngoài là chỗ cho sư tụng kinh gõ mõ. Chùa lợp ngói bình thường, mái thấp, có diện tích là 80m2. Chùa có 18 pho tượng Phật bằng gỗ được sơn son thếp vàng. Trong đó có nhniều câu đối, đại tự.

### Đền Đức Ông
Được xây dựng trong khuôn viên riêng biệt trong quần thể kiến trúc của nghè Diêm Phố. Ngôi đền có ba gian, phía trong cùng là chính tẩm, có bệ thờ đặt ở giữa, trên bệ thờ đặt ngai, trong ngai có bài vị đều sơn son thếp vàng, trước ngai là bát hương, hai bên bát hương đặt hai chân cây nến đồng, trước bát hương là hòm sắc sơn son thếp vàng.
Tiếp theo với chính tẩm là tiền đường, giữa tiền đường giáp với cửa chính tẩm xây một bệ lớn, trên bệ đặt một bát hương Đức Ông, hai bên bát hương là hai cây gươm, trước bát hương là một mâm lớn làm nơi bày lễ phẩm, hai bên là đôi hạt thờ bằng gỗ, trước mâm bài lễ là một bát hương lớn, hai cây chân nến bằng đồng đặt hai bên.
Qua một bức tường trước bệ thờ, xây một hòm lốn, chiều cao bằng bệ thờ, chiều dài 2m, chiều rộng chừng 0,70m xây bằng gạch, phía trước mặt và hai bên điều yểm kính trắng, bên trong hòm đựng ngọc cốt Đức Ông. Phía trên bức tường sát mái treo bức đại tự sơn son thếp vàng có ba chữ Hán, Vạn Cổ Hương (Hương thơm muôn đời), phía dưới treo hai đạo sắc, cả hai đạo sắc đều đặt trong khung kính rất trang trọng. Trên mặt hòm một đầu đặt mũ của Đức Ông được thêu kim tuyến màu vàng, một đầu đặt một thuyền rồng nhỏ cũng màu vàng rực rỡ. Cạnh nơi đặt mũ cắm một biển gỗ sơn son thếp vàng, lòng biển có hai chữ Hán Hoàng Triều, hai bên góc hòm phía trước, mỗi bên cắm một thanh đao. Trước hòm cốt là khoảng nền rộng lạt gạch bát là nơi hành lễ.
Đền có ba cửa ra vào. Cửa chính ở giữa lớn hơn hai cửa bên. Phía trên cửa sát mái đền treo bức đại tự Đức Ngư Ông Tôn Thần Hai bên hè giáp với hai cửa phụ là hai tượng Ông Giám canh cửa. Trước hè là sân lát gạch bát. Phía phải ngôi đền có một gian nhà nhỏ là nơi của ông Từ, trước sân là cổng được xây bằng gạch, hai cánh cửa bằng gỗ.

### Miếu 344 người
Nơi thờ vong hồn 344 người dân Diêm Phổ đi biển bị bão cuốn chết vào ngày 18 tháng 8 năm 1931. Miếu ở cạnh phủ thờ cá ông về phía đông mặt miếu ngoảnh hướng bắc. Miếu có kiến trúc rất nhỏ, gồm một gian, bên trong có một bệ thờ, để bát hương, bài vị thờ, bên phải có mô hình bè mảng, bên trên đặt một số ngư cụ dùng trong nghề đi biển, phía bên trái của miếu có hình long châu cỡ nhỏ đặt trong tủ kính.
Như vậy, mặc dù xây dựng chung trên một khu đất, nhưng nghè, đền, chùa, miếu, phủ được cấu trúc theo đặc điểm riêng của từng loại tính ngưỡng, tôn giáo, độc lập hoàn toàn cả về nội dung và hình thức. Hiện nay khu kiến trúc Diêm Phố đã được tỉnh cấp bằng hạng di tích văn hóa.

### Các di tích khác
- Từ đường họ Đặng, di tích lịch sử văn hóa cấp tỉnh[16].

## Tôn giáo, tín ngưỡng

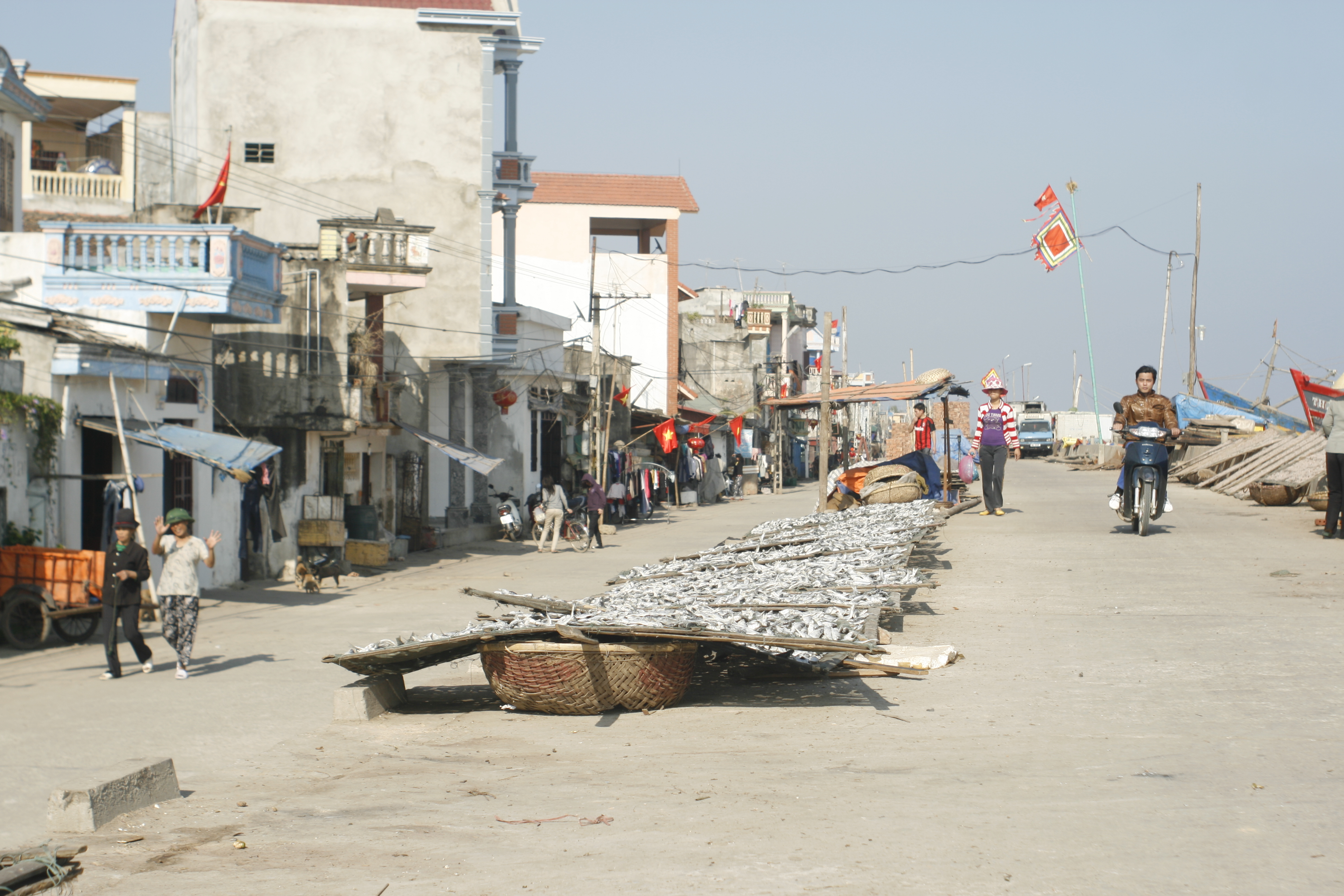
Hơi thở làng nghề ngư nghiệp

### Thờ cúng tổ tiên
Đến Ngư Lộc chúng ta thấy nhà nào cũng có bàn thờ tổ tiên, thôn nào cũng có nhà thờ họ. Thờ cúng ông bà, cha mẹ, tổ tiên phải lập bàn thờ tại nhà và cúng bái trong những ngày giỗ tết. Ở Ngư Lộc dù là nhà ngói hay nhà tranh, phần lớn đều làm theo kiểu tứ trụ, nhà thường có ba gian hoặc năm gian, bàn thờ tổ tiên đặt tại gian giữa nhà theo cửa chính, trên bàn thờ được bài trí cẩn thận, nhà nghèo thì cái án thu để mộc, nhà giàu thì có hương án, linh tọa, khánh thờ....sơn son thiếp vàng, cũng ở gian ấy, còn được trang trí thêm bức cửa võng bằng nỉ, câu đối, đại từ... Nhưng có một điểm chung là gia đình nào ở đây cũng chỉ thờ 5 vị đời: cặm, cụ, ông bà, cha mẹ, còn từ đời cặm trở về trước đều quy về nhà thờ tổ để thờ chung. Ngày giỗ, mùng 1 đầu tháng thì có xôi, thịt, bánh rán, vàng hương, trầu rượu, ngày rằm có hoa trái, trầu nước để cúng ông bà cha mẹ cầu ông bà cha mẹ phù hộ cho con cháu mạnh khỏe, gặp nhiều may mắn. Ngày tết (tháng giêng) có bánh chưng, giò thịt và cá dưa, bánh mứt các loại cúng tổ tiên.
Ở Ngư Lộc có trên 90 dòng họ, trong đó có tới 85 nhà thờ họ trên địa bàn của xã, còn lại nằm bên ngoài xã. So với các xã ven biển lân cận cũng như nhiều nơi khác thì ở đây có thể nói việc thờ họ rất được chú trọng, nếu như trước đây việc họp họ, giỗ tổ do điều kiện lịch sử cũng như điều kiện kinh tế trong một thời gian dài không được tổ chức ở các dòng họ. Trong những năm gần đây, hiện tượng họp họ giỗ tổ ở các nhà thờ họ xã Ngư Lộc lại diễn ra khá phổ biến, mỗi nhà thờ được tổ chức theo tế lễ, nghi thức được thống nhất trong họ mạc, ngày giỗ tổ ở nhà thờ họ là ngày lễ lớn nhất về truyền thống thờ cúng tổ tiên.
Bên cạnh những ngày lễ riêng của từng dòng họ khác nhau thì các dòng họ này cũng có những cái chung. Cứ đến chiều 30 tết hằng năm, các dòng họ đều có lễ vật mang tới nhà thờ họ để cúng tế, lễ vật được chuẩn bị từ nhà trọ của chi họ mang đến bao gồm: xôi, thịt, bánh chưng bánh dày, một măm hoa quả bánh kẹo, vàng hương, trầu rượu. Nhà trọ của chi họ được các thành viên trong dòng họ bình bầu phải là một gia đình trong năm không có tang, gia đình có kỷ cương, con cháu có nếp sống lành mạnh. Trong ba ngày tết lễ vật được thay mới hằng ngày, vàng mã trong ngày nào thì hóa luôn trong ngày đó. Người chủ thì lo toan mọi công việc là trưởng họ và ông chủ tế. Trong ba ngày con cháu trong họ phải tới thắp hương. Qua tết, ra giêng năm mới từ mùng 1 đến rằm tháng giêng các nhà thờ họ đều linh đình tổ chức lễ đầu năm. Cả Ngư Lộc trong không khí náo nức lễ hội trước một mùa "bề giã" mới. Trong phạm vi họ tộc bao giờ cũng có thịt, xôi ăn uống và lúc này vai trò của trưởng họ như một vị tiên tri trong làng. Nếu như ở các nơi khác ngày mùng 1 đầu tháng hoặc rằm các nhà thờ họ, có một chút lễ vật như hoa quả, trầu cau, rượu, nước yết cáo tổ tiên, do một người đại diện được cử chuyên làm việc này trong những ngày mùng một và rằm hằng tháng (ông Từ), thì ở Ngư Lộc bắt buộc sáng ngày mùng 1 đầu tháng mỗi gia đình con cháu trong dòng họ, phải có một người nam chủ gia đình mang lễ vật đến nhà thờ họ để thắp hương cúng tổ tiên ông bà, sau đó họp hội đồng gia tộc tổng kết và kiểm điểm lại các gia đình hoặc cá nhân trong tháng, vạch ra kế hoạch và định hướng trong tháng tiếp theo. Sau khi cúng lễ xong lộc thắp hương được hạ xuống chia cho con cháu.

### Thờ đức Thánh Cả - Tứ vị Thánh Nương
Trong đời sống tâm linh của ngư dân Ngư Lộc - Hậu Lộc - Thanh Hóa, Tứ vị Thánh Nương được dân làng tôn vinh là Đức Thánh Cả và được thờ cúng rất trang trọng tại đền thờ Diêm Phố. Tục thờ Tứ vị Thánh Nương chiếm vị trí cốt yếu trong hệ thống tín ngưỡng của ngư dân ở đây.
Dân Diêm Phố (Ngư Lộc) là dân chuyên ngư nghiệp, trước sự linh thiêng của Tứ vị Thánh Nương, năm 1927, các vị già cả trong làng đã vào đền Cờn xin chân nhang về thờ, cầu mong Tứ vị phù hộ cho dân làng Diêm Phố đi biển gặp nhiều may mắn, tôm cá đầy thuyền. Từ đó Tứ vị Thánh Nương trở thành vị thánh lớn nhất của làng. Hằng năm cứ đến ngày mùng 9 tháng 6 âm lịch dân làng lại tổ chức ngày giỗ Tứ vị nhằm tưởng nhớ và tỏ lòng biết ơn đến Tứ vị đã che chở và ban phước lành cho nhân dân trong vùng.

### Thờ thần cá Ông
Cá Ông là cách gọi tôn kính của ngư dân đối với cá voi. Mọi cư dân đánh cá ở ven biển Việt Nam đều quý trọng cá voi. Họ tôn vinh cá voi là vị "thần hộ mệnh" nên xưng hô một cách kính cẩn như: Đông Nam Hải, Ông Lớn, Ông Khơi, Ông Lộng, Nam Hải Đại Tương Quân, Cự Tộc Ngọc Long Tôn Thần... Đối với ngư dân lênh đênh giữa biển cả thì cá voi là chỗ dựa tinh thần quý giá, là nơi để gửi gắm niềm tin khi họ gặp sống to gió lớn.
Tại đền thờ Đức Ông (cá Ông) làng Diêm Phố (xã Ngư Lộc) còn lưu giữ hai sắc phong của triều đình nhà Nguyễn vào năm Đồng Khánh thứ 2 (1887) và năm Khải Định thứ 9 (1924).
Xung quanh việc thờ Đức Ông đã hình thành các tục lệ ngày rằm và mùng một hàng tháng các gia đình ngư dân có lễ nhỏ lên đền thắp hương. Khi ra khơi, có lễ trầu rượu, vàng hương làm lễ ngay trên thuyền, lễ xong không hóa vàng mà thả xuống biển.

### Thờ Đức Vua Đảo Nẹ
Đảo Nẹ (hòn Nẹ hay Nẹ Sơn) cách bờ biển xã Ngư Lộc khoảng 5 km thuộc vùng biển Hậu Lộc. Sách Đại Nam nhất thống chí có ghi chép: Vào thời xa xưa ngoài cửa biển Y Bích thuộc huyện Hậu Lộc nổi lên một hòn đảo, có một ngọn cao vút, thuyền bè qua lại hay đi đánh bắt trông vào đấy mà biết được cửa biển Y Bích và bến đỗ của thuyền.
Vào năm 1445 các chức sắc trong làng đã cho xây dựng đền thờ Đức Vua Thông Thủy đảo Nẹ Sơn (được ghi chép lưu giữ tại đền thờ Đức vua). Kinh qua thời gian và những biến động của lịch sử, đặc biệt qua hai cuộc kháng chiến chống pháp và chống Mỹ trường kỳ của dân tộc, đảo Nẹ là tụ điểm đánh phá ác liệt. Ủy ban hành chính của xã Ngư Lộc lúc bấy giờ đã quyết định đưa kiệu và bát hương của Đức Vua vào Nghè Diêm Phố trong đất liền để thờ. Sau ngày hòa bình lặp lại bát hương và cỗ kiệu của Đức vua Đảo Nẹ lại được đưa ra đảo để thờ cho đến ngày nay.
Tương truyền rằng trên hòn đảo này có một cái hang khá sâu, một ngày kia có một người đi câu tôm phát hiện ra thi thể của một người đàn ông nằm chết không hiểu vì lý do gì, người câu tôm liền đưa vào hang để chôn cất. Ban đầu người dân đi đánh bắt qua đây có ghé vào thắp hương cho người sấu số và cầu khấn. Nhưng sau đó họ thấy được sự hiển linh kỳ diệu, kết quả đánh bắt được nhiều trong chuyến đi của họ luôn gặp điều may mắn. Từ đó dân làng Diêm Phố cho rằng đó là một vị thần trên trời được phái xuống giúp dân, ngay lập tức các vị chức sắc trong làng cho lập một điện thờ ngay cửa hang. Thời gian trôi qua hòn Nẹ Sơn vẫn sừng sững qua bao phong ba bão táp, trong tâm thức của người dân nơi đây vị thần đảo Nẹ Sơn là vị thần tối linh (linh thiêng) cai quản các cửa biển. Bởi vậy trong những dịp lễ tết, đầu xuân năm mới chuẩn bị cho một mùa bể giã mới ngư dân đều sắm chút lễ vật ra đảo thắp hương trình báo với thần cầu mong sự che trở trong đời sống nghề nghiệp.
Với sức mạnh và tầm quan trọng của mình trong việc bảo quốc hộ dân, thần Nẹ Sơn cũng được triều Nguyễn phong sắc Thượng Đẳng Thần. Không những vậy các đạo dụ còn ghi chép, vào ngày 18 tháng 3 năm Khải Định thứ 2 (năm 1971), làng Diêm Phố gặp một trận hạn lớn, mấy tháng liền không mưa, con người lẫn gia súc không còn đủ sức để gượng dậy, Làng đã lập đàn tế cầu mưa nhưng không linh hiệu. Trước khó khăn đó, các vị chức sắc trong làng quyết định thành lập một ban ra đảo Nẹ rước kiệu của thần vào, thì kì lạ khi vào đến đất liền như có một sức mạnh thần bí cỗ kiệu của thần bỗng nhiên quay tròn, các vị bô lão trong làng thấy có sự linh ứng của thần liền cho tổ chức lễ cầu, ngay lập tức trời đổ mưa không ngớt nhiều ngày liền, vạn vật cây cối được tưới nước hồi sinh trở lại, dân làng vui mừng khôn xiết. Ngay sau đó các vị chức sắc đã tâu việc này tới triều đình và được triều đình nhà Nguyễn tiếp tục phong sắc cho thần Đảo Nẹ là Thượng thượng Đẳng Thần (dân làng thường gọi là Đức Vua Thông Thủy) tức là vị thần tối cao của ngư dân. Bên cạnh sắc phong Thượng thượng Đẳng Thần, đức vua còn được phong nhiều đạo sắc khác như: Bát Hải Long Vương, Hà Bá Linh Quan, Đối Sát Cửa Giang... [41, tr.25-34]. Ngày giỗ của Đức Vua được tổ chức khá long trọng vào ngày 10 tháng 8 âm lịch hằng năm. Vào ngày giỗ của ngài, trong đất liền thường tổ chức một đoàn thuyền rước lễ ra đảo để cúng lễ cầu cho quốc thái dân an, cầu cho ngư dân "Đánh khợi gặp đống, Đánh lộng gặp tía" ra khơi gặp nhiều may mắn tránh mọi rủi ro tai ương của biển cả.
Vào dịp lễ hội Cầu Ngư, việc rước kiệu Đức Vua vào đất liền là một việc không thể thiếu trong lễ rước kiệu,cỗ kiệu của Đức Vua bao giờ cũng được rước đi trước đám rước, như biểu trưng của quyền tối cao trong hệ thống tâm linh của ngư dân xã Ngư Lộc - Hậu Lộc - Thanh Hóa. Tuy nhiên một điều hết sức đặc biệt và khó giải thích đó là: Kiệu Đức vua mỗi lần được rước đều hết sức đặc biệt và khó giải thích đó là: Kiệu Đức vua mỗi lần được rước đều có hiện tượng kiệu quay rất kỳ lạ. Rước trên bờ thì kiệu quay tròn hoặc sang phải sang trái làm cho những người khiêng kiệu không thể đi được. Trên biển khi rước kiệu từ đảo Nẹ vào bờ để làm lễ, chiếc thuyền trở kiệu cũng có hiện tượng quay tròn trên mặt biển làm cho đám rước phải dùng những chiếc thuyền khác kèm, áp thuyền rước kiện vào bờ. Nếu không phải là người được tai nghe mắt thấy thì tôi khó mà tin nổi lại có điều kì diệu này.

### Thờ vong hồn 344 ngư dân
Xã Ngư Lộc nằm quay mặt ra phía biển. Đất chật người đông nhà ở chen chúc, không có đất canh tác nông nghiệp như các xã ven biển khác trong Huyện. Bởi vậy người dân nơi đây sống không thể thiếu biển. Nghề đi biển là nghề chính của họ "ngừng chèo treo niêu". Khi biển lặng trời êm, đại dương là nguồn sống, là niềm vui và hạnh phúc của họ. Nhưng khi biển giận dữ, giông bão nổi lên, biển là nỗi sợ hãi chết chóc, vùi dập đau thương, tan nát. Sống bên sự dịu hiền và hung dữ của biển cả, không biết đã bao lần ngư dân nếm trải hạnh phúc từ vị tanh của biển cũng như đau thương từ vị đắng chát của biển.
Đã là người con của Ngư Lộc không một ai có thể quên được nỗi sợ hãi kinh hoàng trong cơn bão năm 1931 (tức năm Tân Mùi), một trận bão lớn đột ngột và hoàn toàn bất ngờ đã phá hủy và nhất chìm hầu như toàn bộ thuyền bè đánh bắt ngoài khơi của ngư dân xã Ngư Lộc, trận bão đã cướp đi 344 sinh mạng vĩnh viễn nằm lại dưới biển sâu và nhiều người khác bị thương. Theo lời kể của những vị cao niên trong làng thì Ngư Lộc lúc đó bị bao phủ bởi một màu tang tóc, cả làng trắng khăn tang, cả làng góa bụa, vợ mất chồng, con mất cha, anh mất em, hầu như nhà nào cũng có người thân xấu số. Nước mắt, nước mưa hòa tan trong nước biển mặn mòi khi cơn bão đi qua. Để tưởng nhớ những người con của Diêm Phố không may bị bão cuốn, bà con dân xã Ngư Lộc đã lập miếu thờ chung 344 người. Miếu thờ nằm trong khu nghề Diêm Phố. Trong Miếu có bát hương, bài vị, mô hình bè mảng trên đặt một số ngư cụ, bên trái miếu có mô hình long châu cỡ nhỏ được đặt trong tủ kính). Hằng năm vào ngày 18 tháng 8 âm lịch toàn bộ ngư dân xã tổ chức ngày giỗ chung cho 344 ngư dân lâm nạn, để tưởng nhớ về sự mất mát đau thương này.
Từ ngày 17-18-19 tháng 8 âm lịch cả làng không đi làm, gia đình nào có thân nhân mất thì đều chuẩn bị lễ vật cỗ bàn cho ngày giỗ, sau đó họ mang một phần lễ vật vàng hương bánh trái hoa quả và đặc biệt trong đó có cả mô hình thuyền mảng bằng giấy và một số ngư cụ. Sau khi cháy hết tuần hương những đồ này được mang ra ngoài biển để hóa cùng với vàng mã. Điều đó nói lên rằng trong sâu thẳm của những người đang sống họ tin rằng ở thế giới bên kia người thân của họ cũng đang sinh sống và họ cũng cần có ngư cụ để làm ăn. Sau khi lễ trên nghè xong ai về nhà nấy và tổ chức giỗ tại nhà, có gia đình còn mời cả thầy cúng đến nhà làm lễ. Hàng tháng vào các ngày mùng 1 hoặc ngày rằm dân làng trong xã đều lên đền thắp hương cho các vị thần, phật và vong hồn của 344 người dân, mong cầu sự phù hộ bình an và may mắn cho dân làng.

### Thờ Phật
Đạo Phật xuất hiện ở Ngư Lộc từ rất sớm nhưng đến thời Lý, Trần mới được phát triển mạnh. Tín ngưỡng Phật giáo ở đây là tín ngưỡng được giải quyết bằng cách lập chùa chiền, dựng bia tạc tượng.
Chùa được xây dựng trong cụm khu di tích Nghè Diêm Phố, tuy nhiên chùa có một khuôn viên riêng biệt phù hợp với tính chất của chùa. 
Cùng với tín ngưỡng sùng bái thờ thánh thần, cư dân Ngư Lộc cũng rất chú trọng việc thờ Phật, đặc biệt là các cụ già trong xã. Không một ngày rằm, hay mùng 1 nào mà dân trong xã không lên chùa lễ phật, người biết kinh thì tụng kinh (các cụ), người không biết kinh thì khan nôm cầu Phật ban cho họ sức khỏe, sự may mắn, đặc biệt là may mắn trong nghề nghiệp đi biển.
Do quy mô nhỏ, trong chùa không có sư sãi, chỉ có một ông từ chuyên trông coi chùa. Ngày lễ Phật lớn trong năm ở đây là vào ngày mùng 8-4 âm lịch là ngày Phật đảm. Trong làng có một pháp sư được làng tín nhiệm đứng ra tiến hành các nghi lễ trong ngày này.
Thời gian tiến hành trong đêm từ 22 giờ đến 24 giờ. Lễ vật được chuẩn bị bao gồm: chuối, oản, cháo đỗ, trứng gà sống, xôi, thịt sống, thịt chín, trầu rượu, vàng hương, hoa quả... Chuối, oản, vàng hương đặt tại bàn thờ tam bảo Phật (cung trong cùng), phía bên ngoài thờ Hội đồng: Long Thần Thổ địa, Tam tà bộ hạ, lễ vật là xôi và thịt chín, ngoài cùng thờ Tả văn hữu võ, Bạch sả đại tướng, Ngũ hổ đại thần. Lễ vật cúng là một mâm cháo đỗ, một quả trứng gà, một miếng thịt sống, gạo, muối.
Đúng 22 giờ, pháp sư trong trang phục áo cà sa, đội mũ Phật, đi tất trắng, bắt đầu khai chuông tại cửa tam quan, sau đó vào chùa tụng kinh niệm phật tại bàn thờ Phật. Sau khi cúng Phật song, pháp sư ra hai bàn thờ ngoài cúng hạ ban cho đến 24 giờ thì bắt đầu làm lễ tắm cho Phật. Nước tắm cho Phật được nấu từ ngũ vị hương được hai vị chủ tế đổ ra thau, khăn tắm phải là khăn mới, sau đó Pháp sư tiến hành tắm cho Phật. Tắm xong, tượng Phật được đặt vào vị trí ban đầu, lúc này trầu rượu được thay mới, Pháp sư vào cúng khai khuông yên vị, lúc này làng mới vào tế, hai ông chủ lễ và hai ông xông xướng hai bên, cứ như vậy đến sáng thì buổi lễ kết thúc.

## Phong tục tập quán

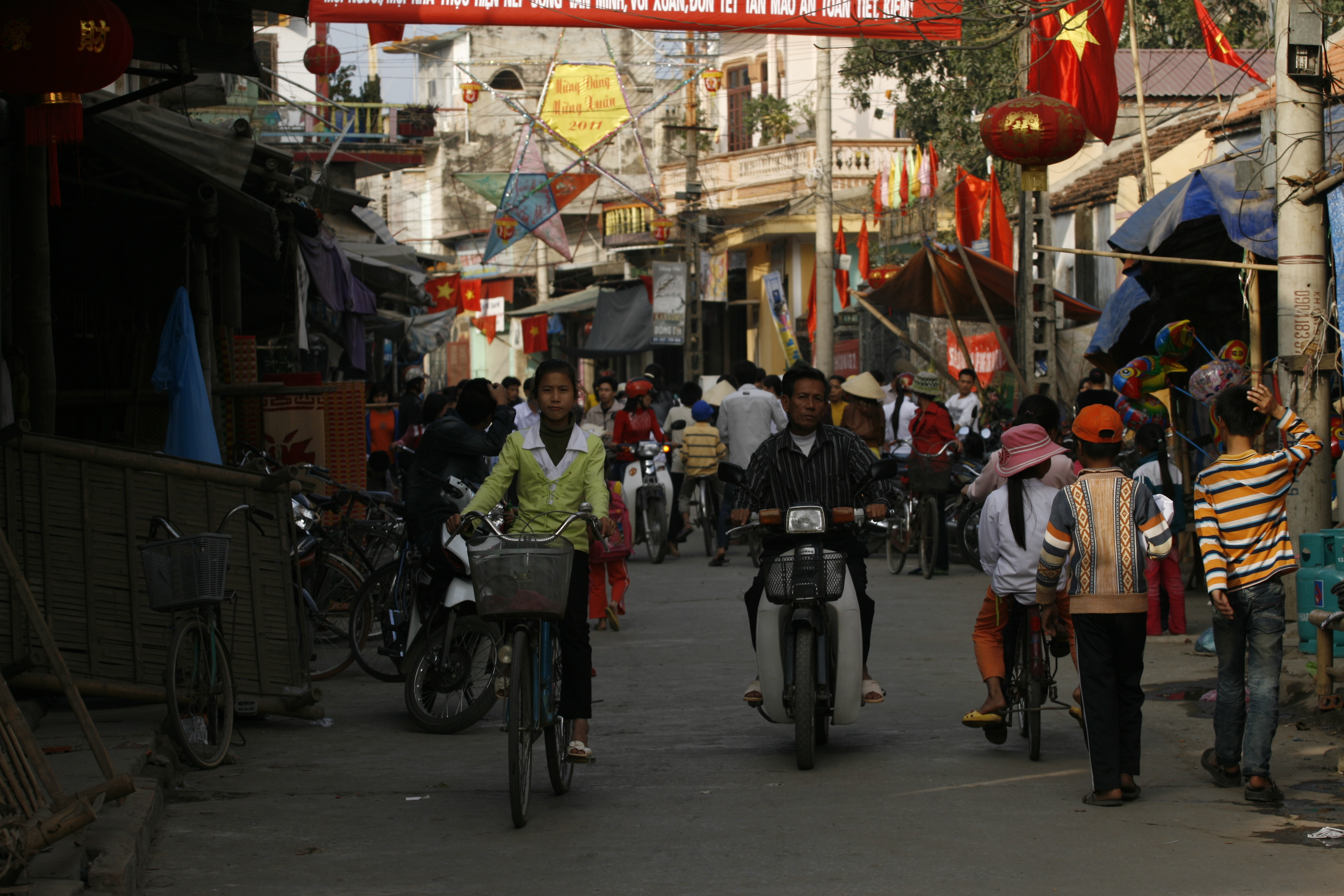
Đường làng ở Ngư Lộc những ngày tết cổ truyền

### Phong tục sinh đẻ
Nhau thai trong bào thai được xem là một bộ phận rất quan trọng, nhờ đó mà thai nhi trưởng thành. Khi chào đời, nhau thai được cắt bỏ nhưng được đem chôn cất rất cẩn thận, có lẽ đây là quan niệm hết sức quan trọng có tính cổ truyền của dân tộc ta. Nhân dân ta thường đề cao nơi chôn rau cắt roan. Với người dân Ngư Lộc luôn có ý thức bảo vệ nơi chôn rau (nhau) trong một thời gian dài đến khi đứa trẻ đã trưởng thành. Nhau mà bị xâm hại sẽ không có lợi cho sức khỏe và sự trưởng thành của đứa trẻ.
Cuống nhau thai thường được người dân ở đây chôn bên trong rạch nước mái nhà, vì người ta tin rằng nếu chôn giữa rạch đứa trẻ sẽ bị loét mắt hay đau bụng. Người mẹ phải kiêng cữ 7 ngày (s. con trai) hoặc 9 ngày (nếu sinh con gái). Sau khi vừa sinh xong các bà mẹ chồng thường cho con dâu mình uống một bát nước giải của bé trai 9 -10 tuổi có tác dụng chống cảm và lành bụng cho người mới sinh.
Người phụ nữ mới sinh, trong ăn uống chỉ được ăn cơm với mắm cạo (nước mắm ngon kho cho thật cạn khi ăn lấy thìa cạo), nhà có điều kiện thì ăn cơm với cá kho mặn đét (mặn chát), cũng với quan niệm "lành" là để bảo vệ sức khỏe cho bà mẹ và trẻ em. Hết cữ các gia đình có lệ, xúc tro than "nằm lửa" của người mẹ ra đổ ở ngã ba đường đông người qua lại. Nếu sinh con gái than đổ làm 9 nhóm, nếu là con trai than đổ thành 7 nhóm, ý muốn báo cho mọi người qua lại biết rằng trong làng có một cháu nhỏ ra đời. Vợ chồng sinh con trai được gọi là cha cò mẹ cò, sinh con gái được gọi là cha hĩm, mẹ hĩm. Đầy cữ cho con, bố mẹ phải làm lễ cúng mụ bà, đồ lễ phải được đặt vào mẹt đặt trên giường. Lễ vật gồm có: một nắm cơm cắt làm 12 miếng, một quả trứng cắt làm 12 tiếng, một đĩa 12 con tôm, một đĩa 12 con cua, 12 cái bát 12 đôi đũa, 12 miếng trầu. Sau đầy cữ chọn trong dòng họ ai đông con cháu, mang trầu rượu đến để xin đặt tên. Đối với bà con họ hàng, anh em bạn bè khi biết tin trong họ tộc hay bạn bè có một đứa trẻ vừa chào đời, họ thường mang vài chục can gạo ngon đến mừng. Điều đó có ý nghĩa thể hiện sự tương trợ giúp đỡ lẫn nhau trong mọi công việc.

### Phong tục hôn nhân
Con cái lớn lên được cha mẹ dựng vợ gả chồng theo một số nguyên tắc "trâu ta ăn cỏ đồng ta", "môn đăng hậu đối", "gái hơn hai trai hơn một". Tuy nhiên ở làng biển Ngư Lộc gần như 100% ngư dân ở đây đều làm nghề biển thì việc gả chồng cho con do yêu cầu trực tiếp lao động trên biển nên người ta ít chú ý đến học vấn mà quan tâm hơn cả đến sức khỏe của người con trai và gia đình của họ (đông an hem càng tốt). 
Một bên chữ nghĩa văn chương
Một bên chèo chống em thương bên nào?
Xưa kia Ngư Lộc có tục ở rể khá thịnh hành. Con gái đền tuổi nếu ưng thuận nhận trầu người con trai "miếng trầu nên dâu nhà người" thì theo tập quán địa phương người con trai đó phải đến ở rể nhà gái từ 3-5 năm. Hết thời hạn đó người con trai được về chuẩn bị ngày làm lễ cưới. Lễ thách cưới phải có đủ trầu cau, gạo nếp, thịt lợn và tiền đồng từ 10-30 quan. Nếu chưa đủ đồ cưới phải hoãn lại chờ cho nhà trai lo sắm cho chu tất thì lễ cưới mới được chấp thuận. 

### Phong tục tang ma
Khi trong làng có một người qua đời, thì mọi người không kể họ hàng thân sơ trong Xóm Gõ (xóm chuyên sử dụng thuyền gõ) và xóm Bè (xóm chuyên sử dụng bè) đều đến nhà tang chủ đế giúp đỡ. Ở đây việc tang lễ vẫn do người trong xóm đứng ra tổ chức. Gia đình có người qua đời phải đến trình ngay với trưởng xóm. Người trưởng xóm nổi ba hồi trống, mọi người từ 18 tuổi trở lên trong xóm phải đến nhà tang chủ tham gia công việc tang lễ theo sự phân công của trưởng xóm và hội hiếu của xóm. Theo tục lệ xưa nhà có người chết phải mời ông phù thủy (thầy cúng) đến nhà làm lễ yễm bùa dưới chân giường thờ tổ tiên để xua đuổi ma quỷ, sau đó được tiến hành theo các bước sau: 
- Khâm liệm và nhập quan: Khâm liệm có hai cách tiến hành: tiểu liệm và đơn liệm. Việc nhập quan phải chọn giờ tránh tuổi, nhập quan song phải hú hồn (ba lần) rồi liệm tấm thiên và đóng áo quan.
- Lễ thành phục: tức là chính thức làm đám tang. Mặc trang phục là điểm chính của lễ thành phục, các mũ áo, đồ tang đặt trước án thờ, đã có nến hương nghi ngút, có bát cơm nén chặt cắm đôi đũa vót tua và cái đĩa đặt quả trứng luộc, con cháu vào làm lễ và mặc tang phục. Tang phục của người dân Ngư Lộc cũng không có gì khác biệt so với dân nội đồng, cũng áo sô gai mũ rơm, gậy vông, thắt lưng bằng dây chuối, khăn tang trùm đầu... (trong những ngày có tang, con cháu kiêng cắt tóc, cạo râu, tắm gội...). Lúc này kèn trống mới nổi lên và có ngời đến phúng viếng.
- Lễ cúng cơm: Con cháu tập trung bên linh sàng hoặc linh cữu, làm lễ xong rồi cùng ăn cơm trong cái sàng, ăn xong không được xỉa răng.
- Lễ tế thổ thần khi chọn đất đào huyệt: Việc này phải nhờ thầy địa lý xem. Lễ này cũng đơn giản chỉ be rượu, trục trầu cùng vàng hương rồi cáo với thổ thần nơi đào huyệt.
- Lễ đòn tập: Để đội tùy đi chậm đều. Đối với nhà giàu khi làm lễ này thường có lễ chuyển cữu và lễ yết tổ, nhưng do lễ này rườm rà, sau này bà con chỉ xoay quan tài tí chút rồi đem hương và trầu rượu đến nhà thờ cáo với tổ tiên.
- Lễ hành tống (đi chôn cất): Đám nào cũng được làm nhà táng giấy, đặt quan tài và binh kinh. Nhà vàng bằng giấy trắng, xanh, đỏ, tím, vàng. Để làm lễ hành tống, hội hiếu cử 12 hoặc 24 trai khiêng (gọi là làng tùy). "Làng tùy" cũng phải mang khăn trắng, được tang chủ thết cỗ và cấp mỗi người một quan tiền (ngoài tiền treo đầu đòn nhà táng). Trên đường ra nghĩa địa "làng hiếu" cử hai người đàn ông ăn mặc khác thường trông dữ tợn, vác thanh gươm đi dẹp đường (gọi là quỷ sứ dẹp đường) tiếp đến là những câu đối trắng, đỏ, binh kinh, linh xa, nhà vàng, nhà táng, anh em con cháu gia chủ và "làng hiếu".

Sau lễ chôn cất là đến lễ ba ngày mở cửa mộ, tang chủ mời gia đình, họ mạc, làng tùy, hội hiếu trong làng xóm đến ăn một bữa cỗ gọi là tục đám hiếu. Sau đó là đến lễ 49 ngày rồi đến lễ 100 ngày hội hiếu đều được gia đình tang chủ mời cơm. Làm ma to hay nhỏ phụ thuộc vào kinh tế của mỗi gia đình giàu, nghèo khác nhau.
Ngày nay hội bảo thọ ở mỗi làng đều có, cùng với nếp sống mới, người chết được làm ma đưa đón bình đẳng, những hủ tục lạc hậu nặng nề đã bị xóa bỏ. Tuy nhiên các nghi lễ cơ bản như khâm liệm, lễ thành phục, lễ cúng cơm, làm nhà táng đơn giản, lễ 49 ngày, 100 ngày và tục lệ phúng viếng vẫn còn phổ biến như phúng gạo, tiền...

## Lễ hội

### Lễ cầu ngư (cầu mát)
Theo lời kể của các vị bô lão trong làng thì lễ hội Cầu Ngư xuất phát từ tên lễ hội Cầu Mát của cư dân làng Diêm Phố có từ khi làng mới thành lập vào thời nhà Lê.
Lễ hội Cầu Ngư của làng Diêm Phố được bắt đầu từ ngày 21 tháng 2 đến ngày 24 tháng hai âm lịch. Các vị thần được thờ ở Lễ hội này là Tam Bảo Phật, Tứ vị Thánh Nương, Đông Hải Đại Vương, Nẹ Sơn Tôn Thần, Nam Hải Đại tướng quân... Đây là lễ hội lớn nhất trong năm của xã đồng thời cũng là lễ hội lớn nhất và đặc trưng nhất của khu vực ven biển Tỉnh Thanh Hóa. Bởi vậy mà công tác chuẩn bị cho lễ hội hết sức cẩn thận và chu đáo.
Lễ hội Cầu Ngư bao gồm hai phần rõ rệt: Phần Lễ và phần Hội, trong đó phần Lễ là phần đóng vai trò quan trọng và mang nhiều ý nghĩa nhất.

#### Phần lễ
Khi công tác chuẩn bị đã được hoàn tất. Sáng ngày 21 tháng 2 âm lịch đúng giờ hoàng đạo, vị chủ tế nổi ba hồi chín tiếng trống đại ở nghè cả, sau đó 24 trống lớn nhỏ nổi lên sôi nổi. Ông chủ tế bắt đầu khấn mời chơ vị thần linh giáng lâm chứng giám, sau đó rước thần linh về đàn lễ.
Đi đầu đám rước là đội múa lân vừa đi vừa dẹp đường cho đoàn rước đi được thuận tiện, ngay sau đó là một người nam giới, phía sau là một người cầm chiêng, một cầm chống bản, tiếp đến là hai người vác hai long đao. Kế đến là phường bát âm mặc áo dài lương quần trắng, đội khăn xếp, chân đi dày, vừa đi vừa cử bản nhạc lưu thủy. Sau phường bát âm là Kiệu Phật gồm 4 trai kiệu khiêng, tiếp đến là kiệu bát cống rước Tứ Vị Thánh Nương, gồm tám nữ thanh tân quần trắng, áo dài màu, chít khăn vành rây. Đi sau là kiệu Đức Ông, sau nữa là kiệu Đức Vua Thông Thủy 4 người khiêng, tất cả đều đầu chít khăn đỏ, mặc áo nỉ cộc tay màu đỏ, quần màu đỏ, chân quấn xà cạp. Sau kiệu là mô hình bè mảng thờ người bị nạn. Đi sau đám kiệu là hội tế gồm chín vị đều đầu đội mục tế có hai dải thả dài sau lưng, trang phục áo dài thụng màu tím hoặc màu đen, quần dài trắng, chân đi hia. Riêng áo của chủ tế có khác hơn đó là có bố tử đằng trước và đằng sau. Chủ tế đi trước, đằng sau là một hàng đôi bao gồm: hai chuyển chúc và đọc chúc, bốn hồi tế, hai đông xướng và tây xướng, đều lồng tay áo thụng vào với nhau giơ lên phía trước mặt. Sau hội tế là bốn người con trai áo lương quần trắng, đội khăn xếp, đi guốc vác bốn lá cờ hội, tiếp sau là dân làng và quan khách.
Đoàn rước kiệu dừng lại bên ngoài cổng nhà trọ. Mười hai cụ đội khăn xếp, mặc áo the đen, quần lĩnh trắng, đi giày, hạ bước vào nhà trọ, mỗi cụ nâng một mũ ngũ sắc. Hai mươi trai kiệu từ 18 tuổi đến 25 tuổi khiêng long châu, trang phục giống như những trai kiệu trước. Đoàn rước lại tiếp tục đi đến đàn lễ. Ba kiệu được đắt lên trên, bên phải đặt kiệu Thích Ca, bên trái là kiêu Đức Vua Thông Thủy, ở giữa là kiệu Tứ Vị Thánh Nương, và đặt bát hương lễ phẩm thứ tự theo sơ đồ đàn lễ. Trên mỗi bàn đặt một chiếc mũ ngũ sắc tượng trưng cho vị thần thánh được thờ ở đây. Phía trái đàn lễ đặt chiếc long châu đầu quay chầu vào đàn, chung quanh đàn cắm cờ hội.
Sau đó ban chủ tế làm lễ dâng hương và đội múa lân hoạt động. Đầu giờ chiều cùng ngày, sau khi chọn được giờ tốt ông thầy cúng được nhân dân tín nhiệm lên khoa giáo tiến hành tẩy uế để khoa giáo yên vị.
Tại khu lễ đàn vào hầu hết các đêm lễ hội ở những thời điểm chuyển sang ngày mới, ban hành lễ thường xuyên tế lễ sang canh. Trong thời gian hai ngày 22 và 23 nhân dân và khách thập phương đến dâng hương. Đấy là tính chất mở khá tiêu biểu của lễ hội Cầu Ngư. Vì vậy lễ hội Cầu Ngư không chỉ là ngày lễ lớn của ngư dân Diêm Phố mà nó còn là ngày hội lớn của cư dân ven biển Tỉnh Thanh Hóa. 
Bước sang ngày 24 tháng 2 âm lịch, các giáp rước cỗ từ nhà trọ về đàn lễ, đến nơi lễ phẩm được đặt vào các vị trí trên mặt đàn lễ đã quy định. Lúc này mọi người đã tề tựu đông đủ. Ba hồi chín tiếng trống nổi lên dòng dã, đại tế bắt đầu với bài văn tế cầu yên tháng hai. Ban hành lễ thay mặt cho nhân dân trong xã bái tế và báo cáo với thần thánh về buỗi lễ.
Phần quan trọng nhất của lễ Cầu Ngư là tế lễ Giao Ôn bao gồm hai phần chính:
- Phần 1: Là phần tế lễ ở đàn chính. Vị pháp sư tiến hành làm lễ mời các vị trong hội đồng thần thánh: Hoàng Thiên Lão Mẫu, Ngọc Hoàng, Thành Bản Thổ, Đức Vua Thông Thủy, Tứ Vị Thánh Nương...Đây là khu vực lễ tế chính cho toàn bộ lễ hội, nên nội dung cầu khẩn mang tính bao quát những mong muốn của dân làng: Cầu phúc cầu tài, sống lâu giàu có, tránh được mọi tai ương, đi biển thuận buồm xuôi gió, cá tôm đầy thuyền, buôn bán thuận lợi, thủ công tinh thông, học hành tiến tới, văn tăng võ tiến, toàn dân phúc lộc đề huề.
- Phần 2: Là phần tế lại long châu. Tại đây việc tế lễ chỉ dành riêng cho người đi biển. Hình tượng long châu là biểu tượng của ngư nghiệp. Toàn bộ chiếc long châu là chiếc thuyền thờ, những người đến lễ dâng lễ vật vào lòng thuyền. Đúng giờ lành, tại long châu ông pháp sư mặc áo dài lương đen, khăn thắt ngang lưng màu đỏ, đứng trước mũi long châu, một tay múa ấn quyết, một tay cầm ba nén hương đang cháy viết vào không gian và dõng dạc đọc lênh khởi hành, sau đó đọc trát. Sau khi đọc xong trát long châu quay mũi về tay cầm bó đóm giơ cao và đọc hịch Bảo On, lời hịch vừa dứt 20 trai kiệu khiêng long châu đi theo pháp sư về phía nam phía sau là dân làng cùng đi tiễn dọc theo bờ biển. Đến cuối làng thì tiến hành "hóa" long chậu. Sau đó rước các kiệu trở về nghè và làm lễ tất (kết thúc)[18].

#### Phần hội
Bên cạnh phần lễ của lễ hội Cầu Ngư, phần hội cũng được xem là phần quan trọng không thể thiếu. Việc tiến hành một cách song song giữa phần lễ và phần hội trong lễ hội Cầu Ngư được coi là thích hợp và cần thiết, bởi lẽ bên cạnh phần lễ được tổ chức một cách trang nghiêm, cẩn trọng với những nghi thức tâm linh, thì phần hội cũng được tổ chức khá chặt chẽ và chu đáo, với các trò chơi, đua thuyền, hát đối đáp... làm cho bầu không khí lễ hội thêm vui tươi, náo nhiệt. Đây cũng là thời gian ngư dân được nghỉ ngơi, vui chơi, giải trí xóa đi mọi căng thẳng, mệt mỏi trong những ngày mải miết lao động vất vả tìm kế sinh nhau, để chuẩn bị bước vào một mùa vụ mới đầy hứa hẹn.
Phần hội được tổ chức khá đa dạng bao gồm các trò diễn, trò vui chơi diễn ra xen kẽ trong suốt bốn ngày hội của làng. 
- Trò câu mực: Câu mực vốn là nghề truyền thống của ngư dân xã Ngư Lộc, việc đưa trò câu mực vào trong hội làng được xem là rất phù hợp, bởi trò này không những yêu cầu có kinh nghiệm mà còn đòi hỏi sự khéo léo của người chơi. Trước khi vào lễ, ban tổ chức cho cắt những mô hình cá mực bằng sốp và thả vào chậu cao đựng nước, người câu phải dùng những cần câu có lưỡi câu chùm được gắn với nhau bằng một lớp chì mỏng, người chơi phải quăng cần thật chính xác làm sao càng nhiều mực càng tốt. Trò này thu hút khá nhiều người tham gia, đặc biệt là những người có thâm niên trong nghề đi biển câu mực[18]. Đây không những là một loại hình vui chơi mà còn là địa điểm để trao đổi kinh nghiệm và giao lưu của những người trong nghề ngư nghiệp.
- Trò đánh tùm: Trò đánh tùm được tổ chức ở những nơi có đất bằng phẳng, người ta khoét hai lỗ tròn có đường kính 20 cm, lỗ này cách lỗ kia 25 cm. Trước đó, họ đã mài những viên tròn bằng gạch hoặc đá, viên có đường kính 15 cm. Người tham gia không phân biệt gái trai, già trẻ, người chơi tùm đứng từ lỗ bên này ném viên tròn vào lỗ bên kia, nếu viên tròn nằm lọt dưới lỗ mới là thắng, ném trúng nhiều lần theo sự giao kết chung đó là người thắng cuộc. Người thắng cuộc được làng treo giải thưởng bằng tiền đồng. Trò chơi này đơn giản thu hút được nhiều người tham gia ở nhiều điểm chơi trong cùng một lúc, tạo cho phần lễ hội thêm phần sôi nổi và cũng thỏa mãn được mọi người khi tìm đến giây phút thăng hoa lễ hội[18].
- Hát ghẹo: Đây là một hình thức sinh hoạt văn hóa khá hấp dẫn đối với thanh niên trong đời thường cũng như trong lễ hội. Tuy nhiên hát ghẹo trong đời thường khác hát ghẹo trong lễ hội. Nếu như hát trong đời thường là cách hát theo ngẫu hứng, tự do, không lệ thuộc vào quy định nào thì hát trong lễ hội là hát cuộc, bắt buộc tuân theo trình tự. Một cuộc hát nhất thiết phải trải qua ba chặng và chín lời, mỗi chặng gồm ba lời[18].

Lời hát ghẹo ở Diêm Phố - Ngư Lộc gồm ba chặng chín lời hát rất dài, người hát có thể chủ động trên cơ sở từ sườn đó mà sáng tạo cho phù hợp với tình cảnh nơi diễn ra cuộc hát. Vì thế những nét sinh hoạt đời thường trong cuộc sống của người dân nơi đây được phản ánh rất rõ nét trong lời hát.
- Trò đua thuyền: Trò đua thuyền được xem là trò chơi chính của lễ hội cũng như của người dân Diêm Phố xưa và Ngư Lộc ngày nay. Đây là một trò chơi tập thể có sức thu hút lớn đối với người tham gia và cả người xem. Cuộc đua không chỉ diễn ra giữa các thuyền đua với nhau mà nó thực sự là cuộc đua giữa các xóm (xưa) và giữa các thôn (ngày nay) với nhau[18].

Trước đây đua thuyền thường diễn ra vào ngày thứ hai, thứ ba (tứ 22-23 tháng 2). Khi đó làng Diêm Phố có bốn xóm là Đông, Đoài, Nam, Bắc. Mỗi xóm phải chọn một chiếc thuyền tốt, lau chùi sạch sẽ, kéo lên bờ để cho khô, có thể ghép thêm tấm ván ở đầu và đuôi thuyền. Bên ngoài thuyền dùng sơn các màu vẽ trang trí đầu rồng ở đầu thuyền và đuôi rồng ở cuối thuyền. Quân bơi được lưa chọn trong xóm mình gồm 24 người con trai tuổi từ 18 đến 30, có sức khỏe, có tay nghề sông biển giỏi, gia đình kỷ cương hòa thuận, trong năm gia đình không có tang. Trang phục của quân bơi là mọi người đều đóng khố bằng vải màu nâu thẫm, thắt ngang lưng dải lụa màu xanh, đầu chít khăn đầu rìu bằng vải màu đỏ. Mỗi thuyền đều có một người hoa tiêu, một người cầm lái, một người tát nước, năm người cầm chèo, mười sáu người cầm dầm bơi.
Địa điểm đua thuyền là đoạn biển từ đầu làng đến cuối làng dài khoảng 1 km, hai đầu đều cắm tiêu làm mốc. Trước khi vào cuộc đua, các thuyền đua và quân bơi phải tập trung ở vị trí quy định sẵn sàng chờ lệnh. Trọng tài là các chức sắc và vài cụ cao tuổi trong làng. Một hồi trống nổi lên, người chỉ huy phất cờ lệnh, chiêng trống náo động, tất cả các quân bơi đều nhảy xuống thuyền của xóm mình. Khi người cầm lái hướng mũi thuyền vào cuộc, theo hiệu gõ tất cả các tay bơi đều đều dồn sức vào dầm, vào bai chèo cho thuyền lướt trên sóng trong tiếng reo hò cổ vũ của hàng ngàn người xem. Các thuyền phải đi hết "ba khoanh sáu lượt" vòng qua hai cột tiêu. Thuyền nào về trước tiến thẳng vào bờ trong tiếng hò reo vang dội của dân làng. Giải thưởng khi đó là những tấm nhiễu, tấm lụa và các quan tiền đồng.
Dù thắng hay thua quân bơi của cả bốn thuyền đều được nhân dân rót rượu chúc mừng và đốt pháp để đón tiếp. Sau đó cả làng mở tiệc khoa quân, cuộc vui này kéo dài tới tận khuya.
Ngày nay trò đua thuyền vẫn được người dân nơi đây giữ gìn thậm chí còn được phát huy mạnh hơn. Tuy nhiên cũng có một số thay đổi, do hội đua thuyền ngày càng được tổ chức quy mô và trở thành một hoạt động văn hóa độc lập. Vì vậy hội đua thuyền trong mấy năm trở lại đây thường tách ra tổ chức vào dịp Quốc khánh mùng 2 tháng 9. Hội được diễn ra trong ba ngày từ 30 đến mùng 2 tháng 9. trước đây làng Diêm Phố chỉ có bốn xóm: Đông, Đoài, Nam, Bắc ứng với bốn thuyền đua nhưng đến nay Diêm Phố đổi thành xã Ngư Lộc trong đó xã được chia làm bảy thôn: Thành Lập, Nam Vượng, Bắc Thọ, Chiến Thắng, Thắng Lộc, Thắng Phúc, Thắng Tây, ứng với bảy thuyền đua. Trang phục ngày nay của quân bơi cũng có khác trước, để phân biệt, mỗi đội bơi phải mặc quần áo một màu khác nhau, đầu chít khăn cùng màu với quần áo. Những thuyền giành được thắng lợi đều có phần cùng những lời reo hò chúc mừng của các cổ động viên, tuy nhiên tục đốt pháp ăn mừng thì không còn nữa. Nhưng các thông đều mở tiệc khao quân, cuộc vui có thể kéo dài hai ba ngày.

### Lễ đền Đức Ông
Thời gian diễn ra lễ đền Đức Ông là từ đêm 22 tháng chạp đến ngày 23 tháng chạp.
Người điều hành công việc trong ngày nay là một người được làng bầu chọn với những điều kiện: trong gia đình không có tang, con cháu đề huề nền nếp, kỷ cương, bản thân là người giỏi gian nghề biển và hiểu biết trong các việc tế lễ của làng, người này được gọi là ông chủ trọ. Nhà trọ phải đủ rộng rãi, thoáng đãng và sạch sẽ để dùng làm đàn lễ. Người ta bày biện bàn thờ trang hoàng cờ quạt. Gian giữa nhà đặt một bàn lớn, trên bàn có bát hương, hai cây nến, đội long đao, giữa đôi long đao là mâm bánh trái, bên phải bày cỗ xôi, thịt. Lễ phẩm dù là bánh trái, lợn, gà nhưng nhất thiết phải có một con cá "hác" (cá này làng phải cử người nuôi cá, đào một lỗ sâu xuống đất, lót ni lông, đổ nước biển vào lỗ, thả cá vào và phải chăm sóc thức ăn chu đáo) phải còn sống thả cho bơi lội trong chậu và đặt lên bàn thờ, khi lễ xong phải thả cá xuống biển. Ngoài ra phải sắm lễ bằng một con cá nướng, thuộc loại ngon ở biển. Trước bàn thờ phía dưới trải chiếu để làm nơi hành lễ, trước nhà cắm hai lá cờ hội. Ong chủ trọ sắm một chút lễ nhỏ có trầu rượu, vàng hương lên đền Đức Ông xin chân hương về lập bát hương tại đàn lễ ở làng và chuẩn bị cỗ bàn để làm lễ.
Sau khi lập bát hương xong, cỗ bàn cũng đầy đủ. Đúng 24 giờ đêm, ông chủ trọ cùng ông chủ tế trong làng, quần chúng, áo dài, khăn xếp bước vào lên hương và nổi một hồi chuông, mọi người xung quanh đều thành tâm làm lễ, ông chủ tế quý trước đàn lễ khấn, sau đó mọi người lần lượt vào thắp hương làm lễ. Buỗi lễ kéo dài cho đến hết đêm 22 tháng chạp. Sáng sớm 23 tháng chạp làm lễ tiễn Đức Ông lên đền. Vị chủ tế thắp hương và khấn xin được rước ngài về đền.
Một hồi trống trong gian lễ nổi lên, giàn bát âm tấu bản nhạc lưu thủy. Ong chủ trọ hai tay nâng mâm bồng có bát hương, hai trai làng vác hai lộng đi hai bên che cho bát hương, đi sau là mâm ngủ quả, đến mâm cỗ chính, đến chậu đựng cá sống, rồi các mâm cỗ khác, tiếp theo sau là hai hàng cờ quạt, gươm giáo, long đao và giàn bát âm, sau cùng là dân làng đưa tiễn ngài đến tận đền. Lúc này hội tế ở đền đã trang phục mũ áo hia chỉnh tề. Đại tế bắt đầu khi bát hương và các lễ phẩm đã được đặt lên bệ thờ. 
Cuộc đại tế ở đền Đức Ông cũng qua các bước trình tự diễn ra như một cuộc đại tế có tính chất cung đình. Tế xong phải đem con cá sống thả ra biển rồi đem bát hương rước từ làng lên, hóa luôn với vàng và kết thúc buổi lễ.
Tiến trình của nghi thức lễ đền đức ông, chỉ đóng khung trong hoạt động tục lệ thuần túy. Tuy đơn giản không tưng bừng lắm màu sắc như lễ cầu mát đầu năm nhưng nó lại rất trang trọng và có sức lay động tâm linh sâu sắc đối với cư dân nơi đây.

### Lễ hạ thủy
Đời sống ngư dân gắn liền với con thuyền, thuyền là phương tiện đi lại, là công cụ đánh bắt. Do đó khi khởi công đóng thuyền và hạ thủy ngư dân đều phải xem ngày và chọn giờ tốt, cũng như làm lễ cúng vái các vị thần linh. Tục này rất được người dân Diêm Phố coi trọng và trở thành lệ làng. Bất cứ gia đình nào trước khi hạ con thuyền mới đóng xuống nước đều làm lễ tế thủy thần để nhập con thuyền vào biển. Lễ hạ thủy phụ thuộc vào điều kiện của từng gia đình mà tổ chức theo nghi thức riêng. Nhà bình thường cũng phải có chõ xôi, con gà, hương vàng, trầu, rượu và bánh pháo để đốt mừng con thuyền chạm nước. Nhà giàu thì có thêm vài mâm cỗ, mời họ mạc ăn uống linh đình. Ngày hạ thủy, những người trong họ mạc, anh em bạn bè thân tình đều mang theo gạo, tiền hoặc rượu đến mừng gia chủ, ít hay nhiều tùy từng người. Đây là hình thức tương trợ nhau khá phổ biến, thể hiện tính tương thân tương ái. Hiện nay tục lệ này vẫn còn đậm nét trong đời sống sinh hoạt của ngư dân vùng biển diêm phố - Ngư Lộc.
Tuy nhiên trong lễ tục này, ngư dân vùng biển Ngư Lộc hết sức kiêng kị người có tang và đàn bà chửa tới gần khu vực đóng thuyền, cũng như trong ngày lễ hạ thủy. Vì điều đó mang lại xui xẻo và điều không may mắn đến cho gia chủ. Nếu chẳng may có đàn bà chửa đi qua thì thầy cúng phải đánh vía rất nặng.

## Nghề truyền thống
Xã Ngư Lộc có tổng số dân gần 17 ngàn người thuộc 2.812 hộ, trong đó có hơn 85% số hộ làm nghề đánh bắt hải sản. Trung bình trong xã cứ hơn 10 hộ dân thì có 1 tàu đánh bắt hải sản. Bên cạnh những hộ dân làm ngư nghiệp số hộ còn lại trong xã có nghề nghiệp khá đa dạng như: buôn bán kinh doanh, sửa chữa, cơ khí, may mặc...

### Nghề quại thảm
Nghề quại thảm là một nghề mới mẻ ở Ngư Lộc. Nghề này được một số xã viên của hợp tác xã Quyết Thắng học từ Nga Sơn đưa về vào khoảng thời gian đầu kháng chiến chống Mĩ bao gồm: dệt chiếu xe lỏi, dệt chiếu nội địa nhưng chủ yếu vẫn là quại thảm xuất khẩu. Thị trường xuất khẩu là Liên Xô và một số nước Đông Au. Ngoài nghề khai thác hải sản, quại thảm nhanh chóng trở thành một nghề sản xuất chính của dân xã Ngư Lộc.
Quại thảm (thảm cói) được làm từ nguyên liệu cói khô. Cói khô được mua từ Nga Sơn về. Qua lựa chọn và phân loại: khê, đen, trắng, dài, ngắn khác nhau. Sau đó cói được đem ngâm qua đêm trong nước cho bớt độ mặn trong cói làm tăng độ bóng, trơn cho cói khi dóc.
Cách thức quại thảm thực hiện qua các bước sau: dóc quại, đóng mảnh, bao ghép và đóng kiện. Dóc quại cũng giống như kiểu đánh thừng, một đầu sợi quại được mấu vào cột và bắt đầu dóc theo chiều lùi dần. Mỗi sợi quại dóc hết 1 kg cói khô, chiều dài tiêu chuẩn là 34m. Sợi quại dóc xong thì bắt đầu đóng mảnh. Đóng mảnh bằng kim khâu, sợi chỉ đóng mảnh làm bằng sợi đay xe nhỏ. Cứ hai mảnh được đóng từ một sợi quại. Sau đóng mảnh là bao ghép và đóng kiện. Bao ghép là hình thức đấu từng lá đều nhau theo tiêu chuẩn định sẵn có các kích thước: 27 x 36dm2, 45 x 50dm2, loại bầu dục 43 x 73dm2... Các cỡ thảm này phải khâu qua bàn. Khi bao ghép phải đảm bảo kỹ thuật: chắc cân đối và hình thức đẹp. Cứ 4 lá đóng thành một kiện. Tuy nhiên cũng tùy từng loại và từng nước đặt hàng. Thảm đóng kiện phải được đánh mốc, chống thấm, chống ẩm và có bao bì bảo quản.
Thảm của các hợp tác xã Ngư Lộc mỗi năm tiêu thụ khoảng 150 tấn cói, sản xuất ra 20,000m2 thảm các loại, có số doanh thu 36 triệu đồng. Đặc biệt trong đó hợp tác xã Quyết Tâm đã nhiều năm liền giành năng suất cao và là một trong vài hợp tác xã có doanh thu cao nhất huyện Hậu Lộc.
Nghề thảm mở ra cho Ngư Lộc một khả năng phát triển kinh tế rất lớn thu hút và tận dụng được nhiều khả năng lao động dư thừa phi nông nghiệp, phục vụ tốt nhu cầu của nhân dân, và cao hơn hết là xuất khẩu lấy ngoại tệ. Tuy nhiên do nhiều yếu tố tác động như: thiếu nguyên liệu tại chỗ, giá nguyên liệu lấy vào cao, đầu ra lại thấp trong khi đó Liên Xô và các nước Đông Au đang khủng hoảng nghiêm trọng, hợp đồng nhập khẩu thảm với ta bị cắt, làm cho nghề quai thảm xuất khẩu ở Ngư Lộc rơi vào tình trạng bế tắc. Năm 1990 nghề quại thảm ở Ngư Lộc chấm dứt.

### Nghề xe gai đan lưới
Nghề xe gai đan lưới ở Ngư Lộc có từ lâu đời. Phụ nữ Ngư Lộc thuần thục với cây ghim sợi gai, đan lưới quanh năm suốt tháng phục vụ chồng con ra khơi đánh cá. Để có được tấm lưới cho chồng ra biển, người phụ nữ đã phải làm qua nhiều công đoạn. Cây gai mua về làm nhợ đan lưới được xử lý qua các bước sau: 
- Dùng nạo cạo lớp vỏ lụa phía ngoài của da cây
- Tước nhỏ bẹ gai thành từng sợi
- Dùng xa quay tạo nên những hạt chỉ nhợ.

Chỉ nhợ có nhiều loại to nhỏ khác nhau. Người đan tùy thuộc vào từng loại chỉ để đan các loại lưới cho phù hợp: văng, sẻo, rẻo... Dụng cụ đan lướt thật đơn giản. Chủ yếu những dụng cụ này tự làm lấy để dùng gồm: cây ghim, vừa là ống nhợ đồng thời vừa là kim đan, làm bằng tre mềm, mỏng dài từ 14–18 cm, rộng 1,5 cm. Một đầu được vót nhọn làm mũi kim, đầu kia được vẹt lõm để dễ cuốn nhợ. Giữa thân kim có cựa để quấn nhợ và rút nhợ. Cỡ cũng được làm từ tre già, có độ cứng hơn ghim để dễ kê đan. Cỡ có nhiều loại ứng với từng loại mắt lưới. Tấm lưới dù to hay nhỏ khi đan cũng phải sử dụng tới nhiều loại cỡ khác nhau. Khác với ghim, cỡ chỉ dài khoảng 10–12 cm.
Nghề xe gai đan lưới ở Ngư Lộc được tổ chức theo phường, mỗi phường có 10-12 chị em, gọi là phương gai. Trong xã có nhiều phường gai đan lưới. Phường gai chọn trong xóm một gia đình có nhà rộng thích hợp với việc làm địa điểm ngồi đan. Đan lưới khó nhất là khi cả và khi kết thúc. Vì cả lưới và khi hoàn chỉnh lưới đòi hỏi phải tính toán, lựa mối, nốt, tỉ mỉ công phu nên đan thường chậm. Nghề xe gai đan lưới ở Ngư Lộc là một nghề bổ trợ cho nghề khơi, mang đậm tính chất tự cung tự cấp và chỉ bó hẹp trong nội bộ địa phương. Nó phát triển đến năm 1970 thì căn bản chấm dứt, nhường chỗ cho các mặt hàng mới như lưới cước, lưới nilon xuất hiện. Ngày nay một số gia đình ở đây vẫn còn duy trì việc đan lưới, chủ yếu là vá lưới nhưng sợi không còn là sợi gai nữa mà thay vào đó là sợi nilon và sợi cước các loại.

### Nghề đóng sửa thuyền bè
Nghề đóng sửa thuyền bè ở Ngư Lộc có cách đây gần 2 thế kỷ, do ông Nguyễn Trọng Mộc từ làng Trung Kiên - Nghệ An ra lập ấp ở Diêm Phố - Ngư Lộc mang theo. Sau này một chi của họ Vũ cũng từ Nghệ An ra Diêm Phố làm ăn sinh sống đem theo cả nghề đóng sửa thuyền phục vụ cho nghề cá địa phương và một số làng lân cận. Hiện nay vẫn còn duy trì.

### Nghề khai thác hải sản

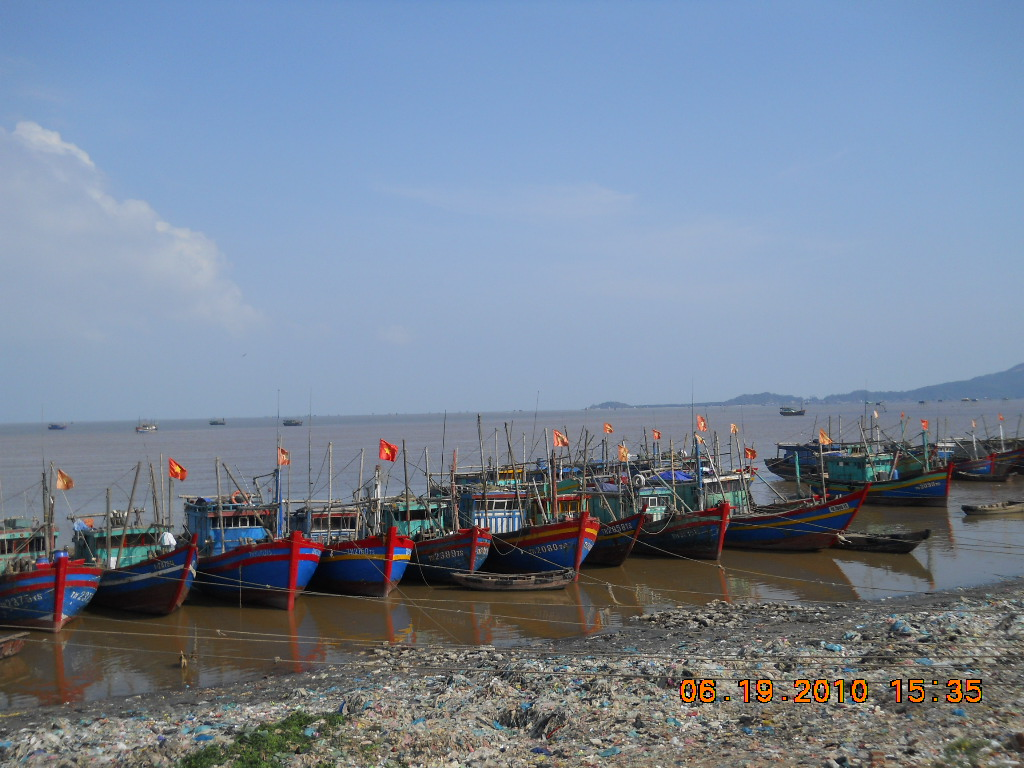
Cảnh tàu thuyền đánh cá neo đậu

Trước khi chuyển hẳn sang nghề biển, Ngư Lộc (Diêm Phố) xưa là làng hỗn canh, nhưng sau này do sự biến động cửa tự nhiên, đất của làng dần dần bị biển xâm thực và nhiễm mặn đã không cho phép người dân nơi đây tiếp tục nghề trồng trọt và làm nghề muối như ở các xã ven biển lân cận. Trong khi điều kiện tự nhiên ở đây lại rất ưu đãi đối với nghề đánh bắt và khai thác hải sản. Một ngư trường rộng lớn phong phú về các giống loài hải sản. Đảo Nẹ một lá chắn che chở cho thuyền bè neo đậu yên ổn. Vì thế, cư dân xã Ngư Lộc đã xác lập đời sống kinh tế của cộng đồng là sống với biển và làm nghề đánh bắt cá trên biển.
Đến năm 1925, Diêm Phố (Ngư Lộc) trở thành một làng đánh cá lớn với 600 nóc nhà, khoảng 3000 người, 125 thuyền và 800 mảng . Từ đó nghề biển nhanh chóng trở thành nghề chính - nguồn sống chính của con người nơi đây.
Trong dân gian thường có khái niệm "khơi" và "lộng". Lộng là vùng biển gần bờ trong khoảng từ 1 km-5 km. Khơi là vùng biển xa bờ khoảng từ 5 km-15 km. Lộng và khơi trong quan niệm dân gian tương ứng với khái niệm "biển cận duyên" phân biệt với "biển đại dương" (theo GS. TS Ngô Đức Thịnh). Trước đây, để phục vụ cho đi lại, khai thác hải sản, ngư dân Ngư Lộc thường dùng hai loại phương tiện chính là thuyền và mảng. Khi đó ngư dân chưa đủ điều kiện để đóng những chiếc tàu to có trọng tải lớn, hơn nữa vào lúc bấy giờ cá tôm ở trong vùng lộng cũng rất nhiều, một ngày có thể " vào ra ba chuyến", bà con không phải ra khơi xa mới đánh được cá. Bởi vậy các loại phương tiện trên chủ yếu chỉ để phục vụ nghề đánh cá vùng biển lộng. Sau này do nhu cầu khai thác ngày càng lớn, cá ở vùng lộng ngày càng ít đi đòi hỏi người dân nơi đây phải vươn ra ngoài biển khơi để thu hoạch được những nguồn cá lớn hơn. Lúc này thuyền to có trọng tải lớn bắt đầu xuất hiện để phục vụ cho nhu cầu khai thác. Tuy nhiên loại thuyền nhỏ vẫn là phương tiện cơ bản. 
Thuyền ở đây có đặc điểm là không có lòng cốt (tức khung cốt thuyền) mà chỉ là các tấm ván dày, dài từ mũi tới lái tạo nên xương cốt của thuyền. Loại thuyền lớn có cột buồm lòng (tứ được dựng giữa thuyền), buồm thường được làm bằng vải hoặc bằng cói đan theo kiểu cánh dơi (hay buồm lá mít). Lá buồm treo trên đầu cột có thể nâng lên, hạ xuống bằng hệ thống dây kéo. Mỗi thuyền loại này có từ 7-8 người điều khiển. Ngoài loại thuyền gỗ còn có những chiếc thuyền bằng tre đan, còn gọi là thuyền nan xảm vỏ sắn quả cậy và giấy gió. Ngày nay loại thuyền này vẫn còn nhưng là thuyền nan được trát bằng ximăng. Loại thuyền này chủ yếu là lái bằng chèo, " đây là loại thuyền bé nhất trong tỉnh. Do đó mà người ta vững tin rằng, hầu như nghề cá ở đây còn rất mới mẻ" .
Mảng còn gọi là bè mảng được ghép lại từ 12-14 cây luồng to đang còn tươi, lau sạch cật, được uốn cong tựa dáng thuyền, và buộc chặt lại với nhau bằng lạt tre, nứa hoặc song mây ở hai đầu mảng. Trên đà ngang ở giữa bè và đầu bè người ta dựng các cột buồm ngắn hình tứ giác. Có những loại bè mảng nhỏ và to khác nhau nhưng ít khi dài quá 6m và rộng quá 3m. khi ra khơi mỗi bè thường có 3-4 người chèo lái cùng lưới và các ngư cụ khác mang theo. Ban đầu bè luồng ở Ngư Lộc chưa có chèo lái và xiềm mà chỉ trang bị 4 chiếc dầm cho 4 người ngồi 2 bên bè để bơi đi bơi lại. Dầm làm bằng loại gỗ dai được bào nhẵn, có chiều dài 1,5m, chiều rộng chạm nước là 20 cm, được đẻo vát về phía tay cầm. Ngày nay loại dầm này chỉ để dùng cho bơi thuyền đua trong các ngày lễ hội hoặc ngày tết. Bè mảng thường dùng để đi câu cá lớn, hoặc đánh bắt những loại cá nhỏ. Sau mỗi chuyến đi biển trở về, bè mảng thường được mang lên phơi trên bãi cát.
Ngày nay, việc sử dụng lực đẩy thuyền bằng chèo và buồm được thay thế bằng máy đẩy, tốc độ nhanh hơn đồng thời sức người được giải phóng. Tuy nhiên việc dùng buồm vẫn còn khá phổ biến. Tính đến thời điểm hiện nay, toàn xã Ngư Lộc có khoảng 20 chiếc bè, 318 tàu thuyền, trong đó có 90 tàu thuyền đủ công suất lớn đăng ký vùng đánh bắt ngoài khơi (vùng khai thác chung), số còn lại khai thác giữa khơi và trong lộng.
Cư dân ven biển thường đánh bắt hải sản ở ba ngư trường chính là cửa sông, ven bờ (lộng) và ngoài biển (khơi). Đối với Ngư Lộc, do sự thay đổi của điều kiện tự nhiên mà ngày nay Ngư Lộc không còn ở gần các cửa sông như trước kia nữa. Cho nên Ngư Lộc không có ngư trường cửa sông, ngư dân ở đây chỉ có hai ngư trường chính là "lộng" và "khơi".

#### Đánh bắt ở vùng lộng

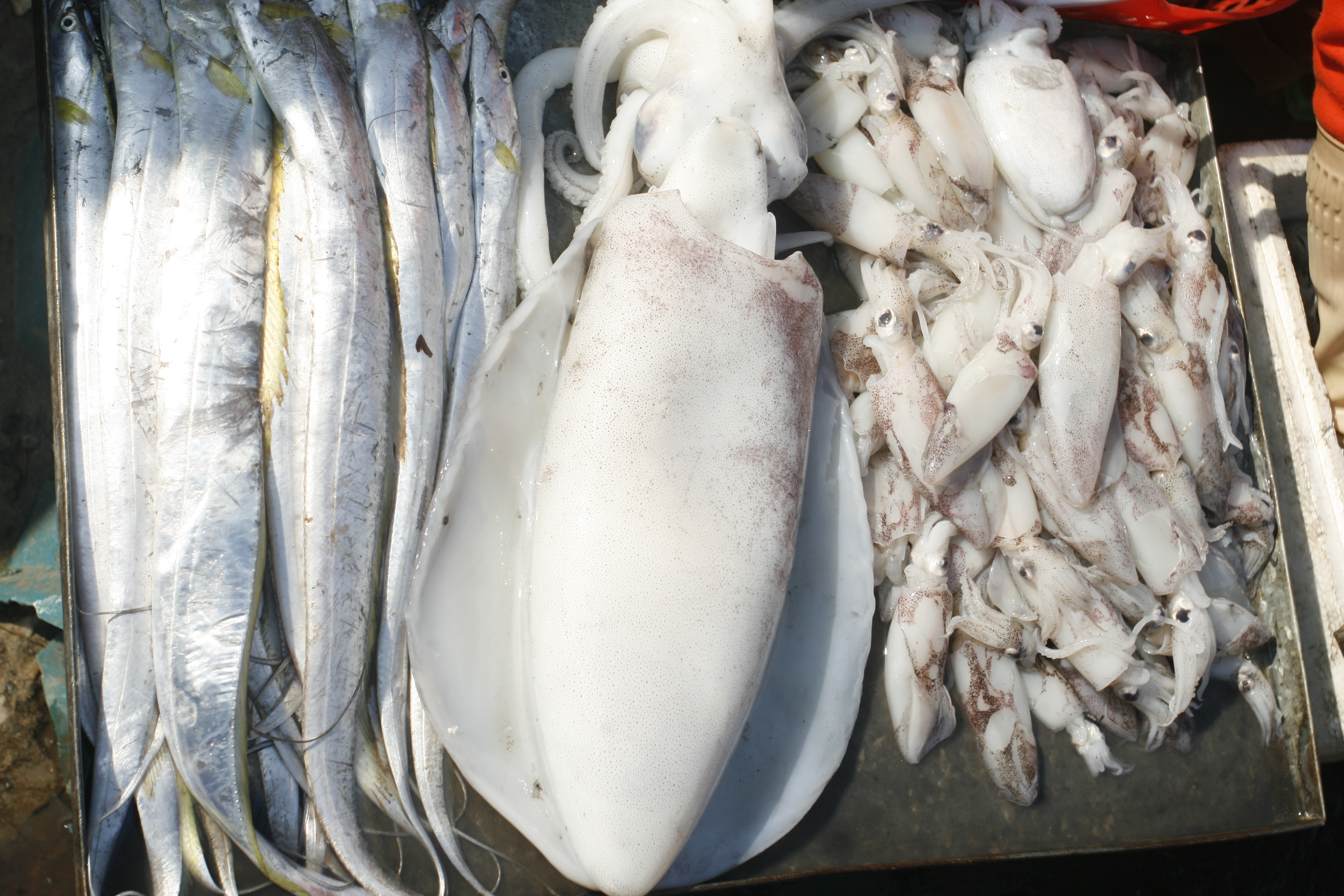
Cá, mực ngư dân Diêm Phố đánh bắt được ngoài khơi

Đây là cách đánh bắt của ngư dân bãi ngang Ngư Lộc. Tầm lộng ở khoảng phía trong núi Nẹ cách bờ biển khoảng 4–5 km. Phương thức đánh bắt truyền thống là: văng tay, sẻo, gõ gai, lưới rênh. 

##### Nghề văng tay
Trong số các nghề đánh bắt cá biển ở Ngư Lộc, thì nghề văng tay xuất hiện sớm nhất. Ngay từ khi con người mới tới đây lập làng sinh sống, khi ấy vùng biển này còn sâu và không lầy, cá quần tụ ở đây đông và sát gần bờ để kiếm ăn từ các cửa sông. Chiếc văng tay được xem là công cụ hớt cá thông dụng nhất bấy giờ. Cấu tạo của chiếc văng tay bao gồm một tấm lưới và bốn thanh tre. Lưới có chiều rộng khoảng 1m, chiều dài khoảng 4,5m được đan từ sợi của cây gai tước nhỏ, se lại thành sợi. Thanh tre dùng để buộc lưới phải được chọn từ loại tre già, được vót nhẵn, hai đầu thanh tre phải to và cứng hơn phần ở giữa. Ở giữa tấm lưới buộc 4 thanh tre vào các mép lưới, thành hình vuông vừa làm cho lưới căng để chắn, hớt cá đồng thời vừa làm động để chứa cá. Sau này lưới được phát triển lên 15-20m và phạm vi khai thác có xa bờ hơn (3-4m). Sử dụng văn tay có hai người. Mỗi người cầm một đầu văng thả xuống vị trí được xác định trước trên biển và từ hai phía đầu dây, hai người kéo dồn vào bờ để bắt. Mỗi ngày có thể kéo tới gần 20 mẻ. Thu hoạch trong ngày từ 100–150 kg cá tươi. Cá đánh văng tay chủ yếu là cá quẩn nhỏ và cá tạp, ít khi được cá to. Nghề văng tay thường dựa vào vị trí mép nước dọc bờ biển làm điểm tựa và chủ yếu khai thác vào ban đêm.
Ngày nay do địa hình thay đổi, bờ biển bị sạt lở nhiều ngày càng trở nên nông và lầy bùn, có chỗ lún sâu hơn 1m. Sự thay đổi đó làm cho nghề văng tay không còn phù hợp với điều kiện mới nữa. Bởi vậy nghề này không có điều kiện để phát triển.

##### Nghề sẻo
Nghề sẻo trước đây còn có tên là nghề te lội, được phát triển từ chiếc văng tay. So với văng tay nghề sẻo có ưu thế hơn hẳn. Nó có thể khai thác ở độ sâu hơn và cho năng suất cao hơn. Lưới sẻo được làm từ sợi cây gai được se thành sợi chỉ. Mắt lưới rộng khoảng 1–2 cm. Lưới đan theo hình tam giác cân. Đáy tam giác là miệng lưới, đỉnh là túi lưới dùng để làm chỗ đựng cá. Hai bên lưới được cột vào hai gọng te bằng hai cây tre dài. Người ta đẩy te sát mặt đất để bắt các loại tôm tép, moi nhỏ ở xa bờ khoảng 100m. Ở những nơi nước ngập đầu người thì phải dùng cà kheo cao từ 1m tới 2-3m. Nghề sẻo có mùa vụ khai thác từ tháng 4 đến tháng 8 âm lịch. Và chủ yếu đánh vào ban đêm. Với nghề sẻo, người dân vùng biển Hậu Lộc đã đúc kết thành câu ca dao: 
Cá lăng, cá đối, cá kìm,
Để cho văng sẻo đi tìm cả đêm.
Nghề sẻo rất được nhiều nơi áp dụng và tồn tại khá lâu dài. Tuy nhiên do những điều kiện như đã nêu trên, đồng thời kết hợp với nguồn cá trong bờ ngày một cạn kiệt, trong khi nhu cầu đánh bắt ngày càng lớn buộc người dân phải cải tiến ngư cụ và phương tiện đánh bắt vươn ra ngoài khơi xa để chiếm lĩnh nguồn tài nguyên vô tận này.

##### Nghề gõ gai
Nghề gõ gai xuất hiện ở Ngư Lộc cách ngày nay hơn 300 năm (vào năm 1670) do một ngư dân đánh cá giỏi tên là Nguyễn Lãm Lực ở Ngư Lộc chế tạo ra dựa trên các công cụ đánh bắt vốn có như văng, sẻo.... Lưới gõ có hình giáng giống như hình chữ nhật. Phương tiện dùng cho nghề gõ gai là bè luồng. Bè luồng gõ gai gắn bó mật thiết và lâu đời nhất đối với ngư dân Diêm Phố xưa. Có tới nửa làng phía bắc Diêm Phố sử dụng bè nên tục xưa gọi là xóm Bè. Việc đánh bắt hải sản trở nên thuận lợi hơn từ khi có nghề gõ gai ra đời. Sản lượng tăng lên, đời sống ngư dân có phần dư dật và sung túc.
Từ năm 1700 trở lại đây, nghề gõ thuyền phát triển và trở nên thông dụng, có vị trí xứng đáng trong nghề khai thác biển, đây cũng là thời kì thịnh vượng nhất về nghề cá ở Ngư Lộc, nổi bật nhất có các xóm ở phía nam Diêm Phố nay thuộc các thông: Thành Lập, Thắng Phúc, Thắng Lộc, Thắng Lợi, có ngày khai thác được trên dưới 100 kg tôm/ thuyền để xuất khẩu. Những xóm này có tổng số thuyền chiếm gần 2/3 tổng số thuyền của cả Diêm Phố. Nên tục xưa gọi là xóm gõ (thuyền gõ). Nghề gõ trở thành nghề chính và có địa vị độc tôn ở Diêm Phố, cho tới tận bây giờ vẫn được khẳng định:"Nghề gõ là loại chúa nghề".

##### Nghề lưới rênh
Nghề lưới rênh do hai cụ Tô Văn Hợp và Nguyễn Văn Thang phát triển từ gõ gai đưa vào sản xuất ở xóm Bè [8.36], sau đó lan rộng ra thành nghề chính ở Ngư Lộc. Lưới rênh chủ yếu dùng để khai thác cá nổi vùng lộng và vùng giữa lộng và khơi. Cấu tạo lưới rênh quan trọng là mặt trên đường phao và mặt đáy. Đường phao lưới rênh được buộc một lớp phao nhẹ, ở dưới đáy được buộc một lớp chì nhỏ tạo cho lưới có độ nổi vừa phải không bị chìm xuống đáy bể. Đầu lưới thả vợi, cuối lưới buộc vào bè. Bè và lưới thả trôi dần theo dòng nước và chiều gió thổi. Cá bơi qua vướng phải, mắc lại trong lưới, khoảng 1-2 giờ kéo lưới lên gỡ một lần. Cá lưới rênh phần nhiều là cá lầm, bầu, đầu, mác giang... trong đó cá giang được xếp vào hàng cá ngon "chim, thu, nụ, giang". Nghề lưới rênh có nhành hơn so với nghề lưới gõ, vì là nghề lưới thả. Trong đó nghề lưới rênh chỉ cần 2-3 người là có thể thực hiện được. Tuy thu hoạch năng suất không cao nhưng lại đều và rất phổ thông, già, trẻ, gái, trai, ai cũng có thể đi được. Nghề lưới rênh hiện nay vẫn còn tồn tại ở Ngư Lộc.

#### Đánh bắt ở vùng khơi
Phương thức đánh bắt truyền thống là lưới giã, lưới rút, và câu cá dưa. Nghề giã vốn xuất phát từ Trung Quốc được du nhập vào Việt Nam qua các tỉnh Nam Định, Thái Bình và được cải tiến dần dần, đã trở thành cách đánh riêng của vùng biển Bắc Bộ. Nghề giã được hợp tác xã Thắng Phúc đưa vào áp dụng ở Ngư Lộc năm 1958. Đây là thời kì Ngư Lộc đang thực hiện chủ trương xây dựng hợp tác xã. Cho nên sau một thời gian ngắn nghề giã đã được áp dụng rộng rãi trong toàn xã. Nghề giã có giã cá, giã moi, giã tôm.

##### Nghề giã cá
Phương tiện kéo lưới giã ban đầu là "chài ba vách". Về sau nó được chuyển sang loại thuyền "hông tròn" có buồm kéo. Năm 1965 hợp tác xã Thắng Phúc có 120 đôi "hông tròn" và "chài ba vách" chuyên dụng để kéo lưới giã cá. Sản lượng đạt được rất cao, nhiều mẻ lưới con thuyền đã đi vào huyền thoại như vàng lưới của ông Đinh Văn Định đã khai thác được tới 20 tấn cá tươi trong một ngày (1966), vàng lưới của hợp tác xã Thắng Tây đạt 150 tấn/chiều (1968).
Các loại cá thường đánh là: Thèn, đầu, hồng hoang, mực ống và cá dưa. Do chiếm ưu thế về năng suất cao cho nên nghề giã cá càng ngày càng phát triển. Tuy nhiên trong thời kỳ chiến tranh nghề giã cá bị gián đoạn. Sau khi miền Nam hoàn toàn giải phóng nghề giã cá mới có điều kiện khôi phục trở lại. Thuyền kéo lưới giã cá có ưu điểm; to, vững chắc chịu được gió bão cấp 7, cấp 8 và ít gây ra tai nạn trên biển.
Hiện nay do nhiều lý do, trong đó việc quản lý có nhiều hạn chế, chế độ chưa thích hợp, công suất đánh bắt chưa cao, giá xăng dầu tăng vọt, vốn đầu tư bị hạn chế, một số chủ không có khả năng sửa chữa, nâng cấp thiết bị máy móc. Nên nghề giã cá Ngư Lộc sa sút nhiều so với trước đây, gây nên tình trạng thiếu hụt về sản lượng khai thác các loại tôm cá.

##### Nghề giã moi

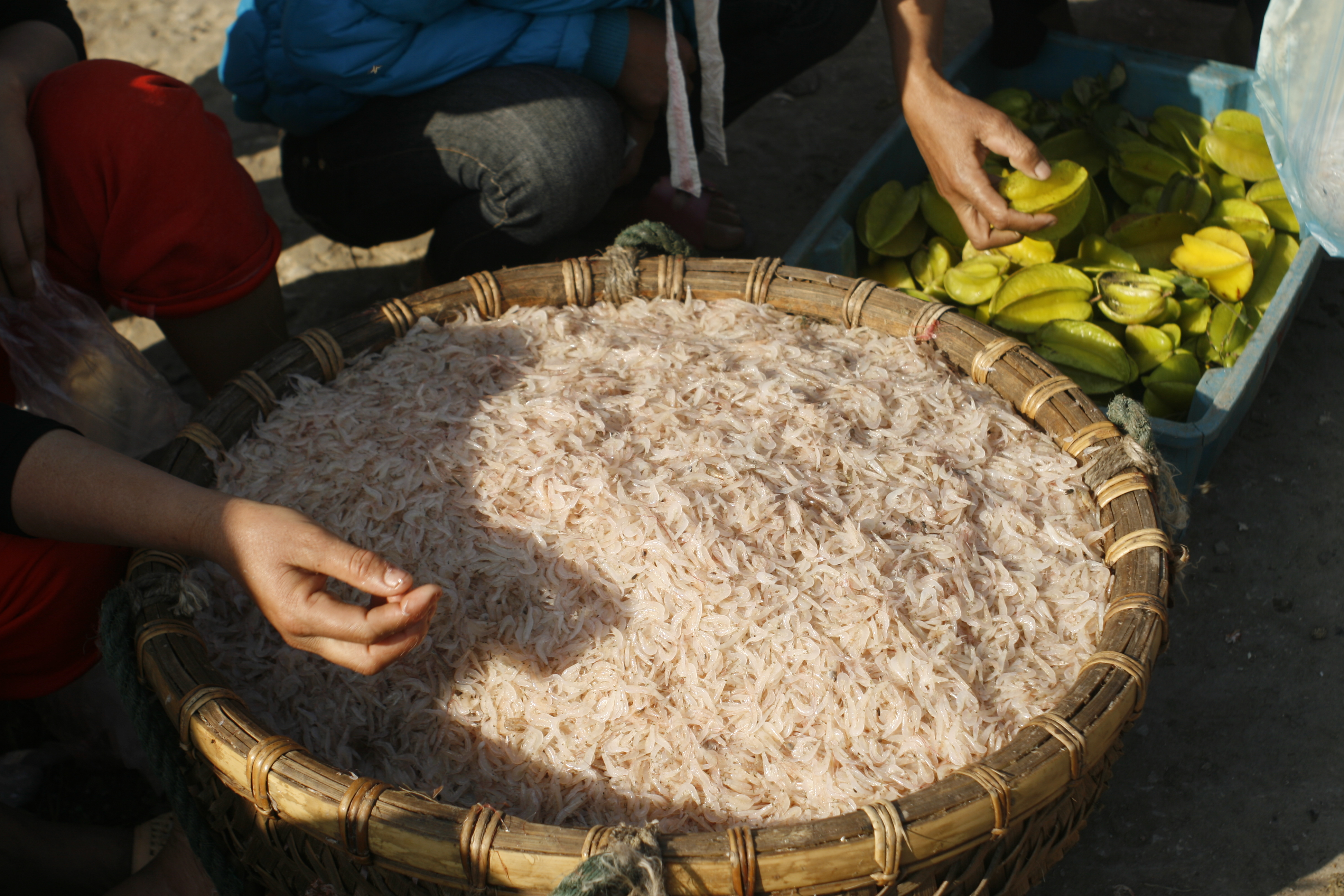
Thành quả của các chuyến giã moi

Ngoài nghề giã cá có tiếng vang thì nghề giã moi, giã tôm ở Ngư Lộc vào loại độc đáo (với việc cải tiến ngư cụ đánh bắt và nổi tiếng trên toàn miền Bắc về sản lượng thu hoạch).
Thường moi có thời vụ kéo dài từ tháng 4 đến tháng 8 âm lịch. Nhưng đặc điểm của mỗi giai đoạn mỗi khác. Đầu mùa, moi hoạt động ở mực nước sâu từ hai đến ba sải. Cuối mùa ở mực nước sâu từ 4 đến 5 sải. Thời điểm tháng 4 moi thích ở nơi nước đỏ, tháng sáu moi thích ở nơi nước lờ, tháng 7 tháng 8 moi vượt ra khơi xa. Khi gặp bão nó lại vào nước cạn 4 sải. Cữ được moi rộ vào những ngày "sương sa nắng lặng", moi nổi dày đặc rất dễ khai thác. Nắm được quy luật và quán tính của moi, người dân Ngư Lộc đã nghiên cứu cách cấu tạo giã, rồi cải tiến cho phù hợp đồng thời tìm ra cách đánh bắt chuẩn xác, hiệu quả.
Giã moi của Ngư Lộc không giống giã moi của các nơi khác. Về cấu tạo, lưới giã moi làm bằng sợi tơ dệt, dài 17 sải rộng 60 cm. cấu tạo của nó giống như một cái túi, khi xếp lại có hình dáng như hình thang vuông. Nhưng khi đánh moi, miệng giã giống hình tam giác phía sau có túi hơi tròn. Lưới giã moi có ba bộ phận: Miệng giã, thân và túi giã. Ngoài lưới giã còn có cây lang cang (rào nằm), rào đứng làm bằng tre, và dây leo bằng đay có đường kính 6 cm (dây xe ba).
Thuyền kéo lưới giã được làm từ loại gỗ săng lẻ, có ưu điểm nhẹ, chắc chắn, chạy nhanh, trọng tải chở từ 3 -4 tấn. Thuyền có một bánh lái, chiều dài của thuyền là hơn 11m, sử dụng hai buồm, kéo từ 4 - 6 lưới giã. Mỗi thuyền sử dụng khoảng 3 lao động.

##### Nghề giã tôm

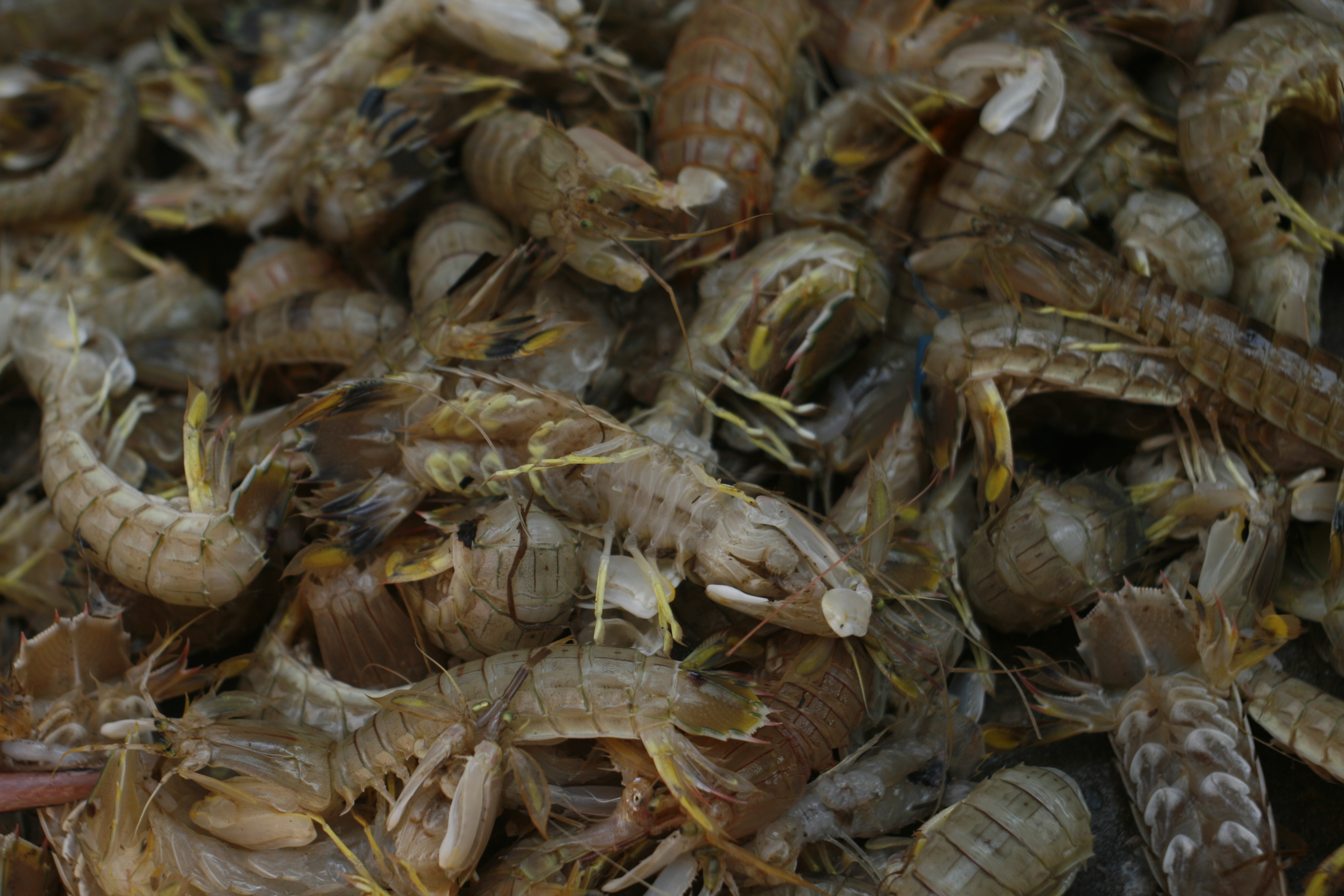
Mớ tôm tít (tôm tích, tôm chài) còn tươi nguyên.

Khác với mùa moi, mùa tôm thường không thống nhất về mùa vụ, mà nó phụ thuộc vào đối tượng tôm cụ thể. Ví dụ như: tôm he vào thời điểm tháng 4 đến tháng 5, tôm vàng, tôm bột, tôm sắt, tôm đanh... từ tháng 3 đến tháng 10 (âm lịch).
Tháng 1, tôm bắt đầu đẻ trứng ở bờ hay tựa cồn. Đặc tính tôm vàng và tôm gai thường đi tía, chúng thích màu nước đỏ. Tôm he, tôm mùa, tôm bột, tôm sắt thích ở màu nước xanh. Vào cử tháng 8 đến tháng 12 gặp gió heo may bề lặng tôm thường kéo đàn, kéo tía vào bờ cư trú kiếm mồi, hễ gặp phải chướng ngại vật, tôm có thói quen co mình nhảy lùi lại.
Nghề giã tôm ở Ngư Lộc có sau các nghề giã khác. Nó mới xuất hiện khoảng vài thập kỷ gần đây. Phương tiện để giã cũng bằng thuyền và là loại thuyền nhẹ, chạy nhanh có trọng tải 3-4 tấn. Loại lưới dùng để giã tôm không có phao. Thân lưới giã tôm hình phễu dài từ 3,5m đến 3,6m, miệng lưới có 320 mắt, đuôi lưới có 98 mắt. Lưới giã tôm là loại lưới đánh kéo sát đáy nên sử dụng nhiều chì, làm cho lưới dễ chìm. Mỗi giã tôm dùng khoảng 3,2 kg chì. Để miệng giã tôm căng người ta dùng một cây sào dài gần 3m thay thế cho phao làm cho miệng giã nổi. Đặc biệt, biết được thói quen và quán tính của con tôm hay nhảy lùi khi gặp chướng ngại vật, ngư dân ở đây đã vận dụng sáng tạo chế ra tấm lưới yếm, dưới tấm lưới yếm giữa hai đầu cánh có một bao lưới nhỏ gọi là mang lưới. Mạng lưới trong và mạng lưới ngoài tạo thành cái lưới treo lơ lửng dưới tấm yếm. Khi đánh tôm, do đụng phải chướng ngại vật tôm cong mình bật lùi lại và bị chắn bởi tấm lưới yếm, tôm lui dần và cuối cùng nằm co trong túi mạng.
Giã tôm là một nghề có thu hoạch cao và giữ vị trí đặc biệt về giá trị xuất khẩu trong nền kinh tế biển của Ngư Lộc. Điển hình có những đơn vị mũi nhọn như hợp tác xã Thắng Tây có ngày thu từ 4-5 tấn tôm đạt chất lượng xuất khẩu. Nhờ có nghề giã tôm Ngư Lộc nhanh chóng trở thành đơn vị xuất khẩu có uy tính nhất trong khu vực biển của tỉnh Thanh Hóa, cũng như của cả khu vực phía bắc.

##### Nghề lưới rút
Nghề này có từ các Huyện Quảng Xương, Tĩnh Gia được đưa vào Ngư Lộc những năm 1965-1966. Nghề lưới rút thường được sử dụng để đánh cá tập trung, theo cách dụ cá bằng chà.
Chà dụ cá làm bằng các tàu dừa hoặc cành tre còn cả lá, được thả xuống mặt biển, tạo bóng râm cho cá vào trú. Rồi dựa vào các chà đó để dùng lưới xúc cất lấy cá. Lưới rút thường dùng để đánh cá nục, cá trích, cá chỉ vàng, cá quẩn, và cá lầm... Các loại cá này chủ yếu hoạt động ở tầng nước mặt và nước giữa. Chúng có đặc điểm dễ sống chung với nhau và di cư theo đàn. Do đó cấu tạo lưới rút và phương pháp đánh bắt có những nét riêng so với các loại lưới và cách đánh khác.
Tính năng của lưới rút là đánh bắt theo kiểu cất xúc, nên miệng lưới luôn luôn hướng ngược chiều nước chảy, vì vậy vàng lưới phải có chiều dài và chiều rộng thích hợp. Lưới thả phải đạt hai yêu cầu; chìm nhanh và nổi nhanh. Để khai thác cần chọn chỗ nước chảy, đồng thời kỹ thuật khai thác ở đây khá phức tạp. Đối tượng đánh bắt ở đây là cá nục, lầm, cá trích... loại cá này sợ tiếng động và lẩn trốn rất nhanh. Để khai thác có hiệu quả ngư dân ở đây phải chú ý đến hai khâu; là đi neo và đánh lưới. Đi neo cơ bản phải nắm vững hướng gió, hướng chảy của dòng nước tầng đáy, tầng giữa, tầng mặt thủy triều và con nước lên xuống. Từ đó quyết định đi neo hướng nào là tốt nhất. Đi neo phải sát chỗ thả chà hay chỗ cá đứng. Đánh lưới rút cũng còn tùy thuộc vào nhiệt độ, khí hậu để quyết định đánh vào thời điểm nào là năng suất, thời điểm thích hợp nhất là tháng 4, 5, 6 (âm lịch).
Gần đây vùng biển Ngư Lộc mất mùa cá nổi, nghề lưới rút chỉ rộ lên một thời gian ngắn 1968 - 1983 rồi chậm lại.

##### Nghề câu cá dưa
Người Diêm Phố xưa có câu: 
Muốn ăn con cá dưa dài
Đem con mà gả cho trai xóm Bè.
Nghề câu cá dưa ở Diêm Phố thịnh hành nhất là ở xóm Bè. Câu cá dưa có thời vụ từ tháng 9 và tháng 10 âm lịch. Trước đây, họ thường dùng bè để đi câu nhưng sau này dùng thuyền là chủ yếu. Lưỡi câu cá dưa làm bằng sợi dây đồng dài 18 cm, bẻ gom lại, có cạnh sắc. Khác hẳn với nghề câu cá đồng, cá sông phải dùng mồi để nhử cá, nhưng nghề câu cá dưa thì không cần mồi. Người đi câu ngồi trên thuyền, thả cần câu có mắc sợi dây đồng xuống biển, nhờ dòng chảy tác động, lưỡi câu đưa đi đưa lại, cá dưa di động vướng vào lưỡi câu, càng vùng vằng càng mắc chặt vào lưỡi câu, thấy động người câu k éo lên dùng đáp kéo cá dưa vào bè. Đáp là một đoạn tre già dài 1m, đầu có gắn mấu sắt dùng để mấu cá. Đây là dụng cụ không thể thiếu được đối với mỗi người đi câu cá dưa. Cá dưa là loại cá da trơn, thân to như khúc luồng tay không khó có thể bắt được, người dân xóm bè thường dùng bè đi lại để câu cá dưa. Mỗi bè sử dụng từ 1-2 người. Mỗi người có thể sử dụng nhiều cần câu cùng một lúc.
Mùa câu cá dưa ở xóm bè nhiều năm được rộ, có bè trong 1 ngày có thể câu được 30 con, nhiều con nặng tới 7–8 kg. Cá dưa thuộc diện cá ngon và hiếm nên rất đắt tiền. Cá dưa ưa sống dưới gầm sâu đáy biển hoặc hang hốc khe đán, các nghề lưới thường bó tay, chỉ có nghề câu mới bắt được. Cá dưa dùng để giã giò, làm chả... Giò cá dưa ngon và có mùi vị đặc trưng dùng trong những buổi cỗ bàn quan trọng. Bóng cá dưa ăn ngon và bổ. Ngoài giá trị về dinh dưỡng, bóng cá dưa còn dùng làm keo phục vụ trong công nghiệp.
Nghề câu cá dưa xóm Bè duy trì đến năm 1960 thì chững lại và mai một dần nhường chỗ cho những phương tiện và ngư cụ đánh bắt tiên tiến hơn như lưới quét và tàu có công suất lớn.

### Chế biến hải sản

#### Cá khô

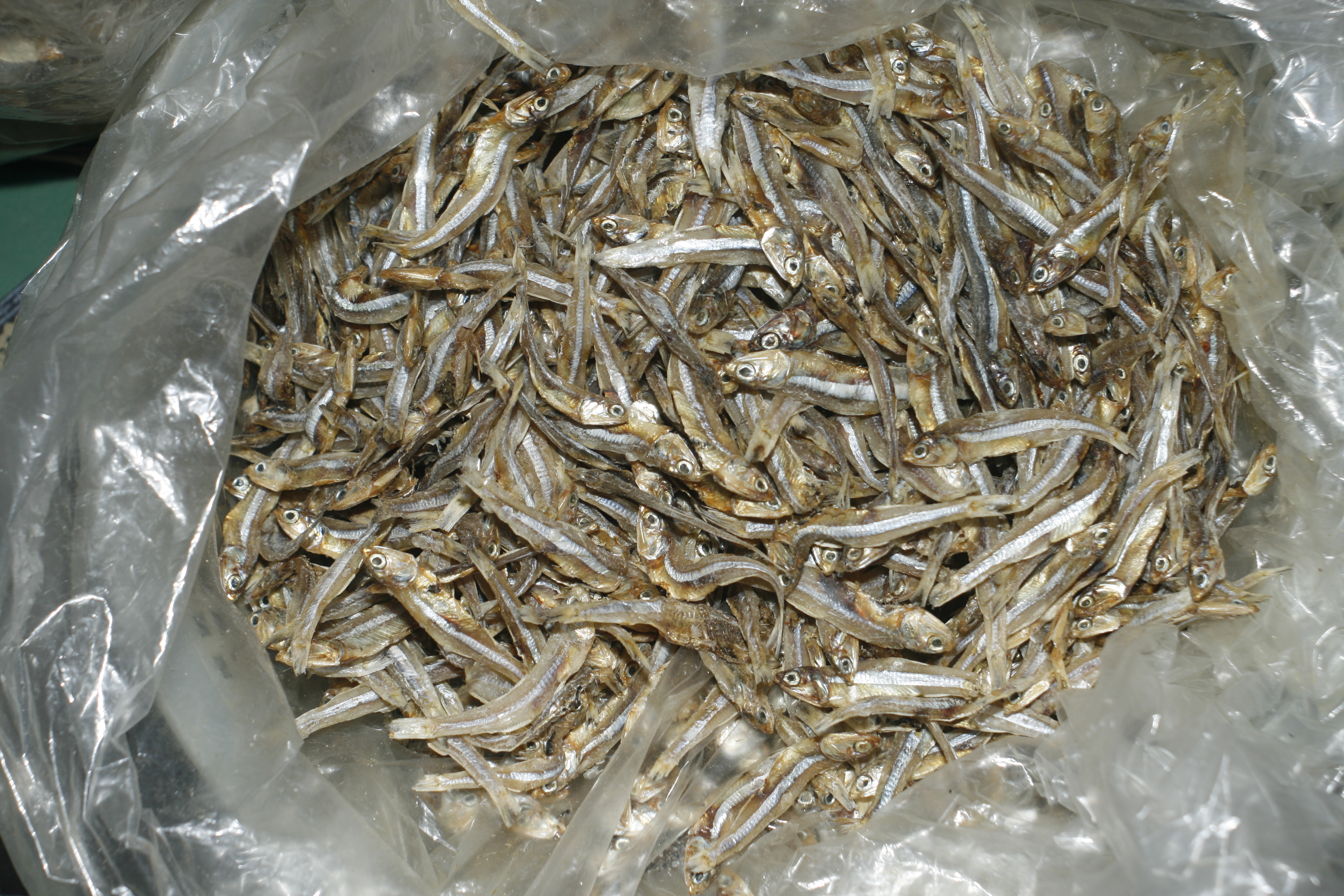
Cá chỏng (cá trổng) sau khi được chế biến khô

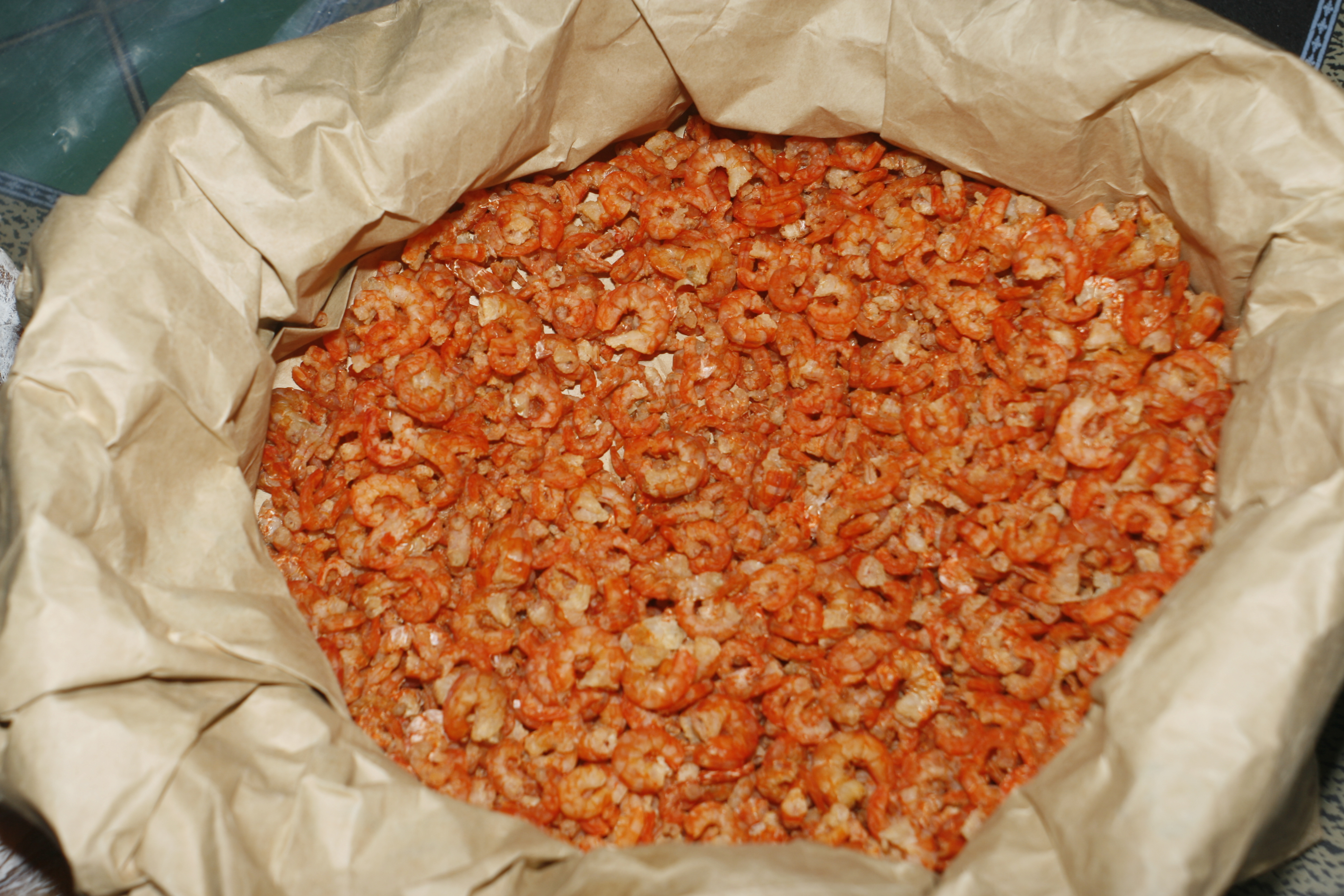
Con tôm biển sau khi được bóc vỏ, phơi khô

Một trong những nghề thủ công có giá trị về mặt dự trữ và kinh tế ở Ngư Lộc từ xưa đến nay là nghề chế biến cá khô. Nguyên liệu là cá tươi được khai thác từ biển về. Cá tươi bán ở chợ không hết, một phần đem kho nồi hoặc nướng để phiên chợ sau bán tiếp, phần lớn còn lại dùng vào việc phơi khô dự trữ bán ở những vùng xa xôi trong tỉnh và ngoài tỉnh.
Cách làm cá khô rất đơn giản. Cá đánh về được chia làm hai loại: cá tạp (nhiều loại cá nhỏ) và cá lớn. Cá tạp sau khi đưa về rửa sạch lơn muối đều giữ cho cá không bị ươn hoặc thối. Sau đó người ta cho cá vào vại hoặc bể, chờ khi có ánh nắng mới đem ra phơi trên trành hoặc nong cho ráo và đưa ra bãi cát hoặc sân phơi, khi nào được nỏ là được. Loại cá lớn như cá góc, cá chim, cá hồng, trước khi lơn muối phải mổ moi hết ruột gan cá, rửa sạch, có loại thì đem sẻ thịt mỏng phơi cho chóng khô. Dùng muối rắc đều trên từng con cá ủ qua đêm chờ nắng. Có những mùa cá như mùa cá gúng nhiều hôm bà con ngư dân phải thức qua đêm miệt mài làm cá cho kịp nắng. Cá khô phơi phải thường xuyên thì hai ngày được một mẻ. Cá khô dự trữ thường được đựng trong những chum vại to, vừa giữa được độ giòn vừa tránh được mốc. Do có trữ lượng lớn, thuyền buôn các nơi thường vào cất sĩ mang đi bán các nơi.

#### Mắm chua
Từ nguyên liệu con moi (tép biển) đánh về, muốn có được một vại mắm ngon, chất lượng, người làm mắm phải chọn được loại moi thích hợp. Có hai loại moi, moi thịt và moi rạ. Moi thịt hay còn gọi là moi nước ngọt. Loại này có mùa vụ khai thác từ tháng 3 đến tháng 8 âm lịch. Sở dĩ gọi là moi thịt bởi thời gian này nước mát mưa nguồn nhiều đem theo nhiều thức ăn ra biển cho tôm cá. Có nguồn thức ăn dồi dào con moi trờ nên béo ngậy nhiều thịt vì vậy gọi là moi thịt. Trái lại tháng 9 tháng 10 thời tiết hanh, biển bắt đầu vào mặn, nguồn thức ăn trở nên nghèo nàn coi moi gầy và ít thịt, vỏ lại cứng cho nên mới gọi là moi rạ. Loại moi này làm mắm chất lượng kém hẳn moi thịt.
Moi làm mắm phải được làm sạch, đánh nhuyễn, sau đó trộn đều với thính và muối theo tỉ lệ; 1 kg moi trộn 25% muối và 0,08 kg thính. Nếu là moi rạ thì hàm lượng muối ít hơn. Trộn xong đem phơi ngoài trời, mưa che nắng mở. Cách ngày đảo lên một lần cho moi chín đều.
Thính được làm từ ngô hoặc vừng vàng. Dùng thính vừng vàng mắm có màu tươi sáng, chất bùi, ngậy, béo và thơm. Thính ngô làm có cầu kỳ hơn. Trước khi làm thính ngô hạt phải được chọn loại ngô ngon, đãi sạch luộc kỹ, phơi khô, sau đó rang vàng rồi nghiền thành bột. Với loại thính ngô mắm có màu vàng hồng, không xỉ, độ chua vừa phải. Mắm chua ngon nhưng lại rất cầu kỳ, không được để mắm trong nhà và đựng trong lan can nhựa hoặc bình thủy tinh vì rất dễ làm mắm chóng hoai và kém chất, thậm chí có thể làm mắm thối.
Ngày tết của người dân Ngư Lộc không thể thiếu được bát mắm chua bên cạnh thịt mỡ dưa hành vi nó làm mất đi cái ngan ngán của mỡ và làm tăng thêm vị ngon lạ trong các món ăn của ngày tết.

#### Mắm tôm
Mắm tôm còn có tên gọi khác là ruốc hôi. Mắm cũng được làm từ nguyên liệu là con moi nhưng cách làm lại đơn giản hơn mắm chua. Moi được làm sạch sau đó trộn đều với muối theo tỉ lệ 25-27% muối đối với moi thịt và từ 15-20% muối đối với mọi rạ. Cho vào vại đánh nhuyễn tơi, phơi ngoài nắng và phơi sương từ khoảng 1 năm là ăn được. Khi đem ra ăn chỉ cần thêm một chút gia vị, chanh, ớt, đánh cho mắm bông lên rồi đem thịt cầy, heo luộc hoặc măng đắng mang từ rừng về hay bánh đúc dân dã chấm cùng, đảm bảo ai đã từng một lần nếm qua thì không bao giờ quên được mùi vị đó: 
Thương chồng bánh đúc bẻ ba
Tôm canh quẹt ngược cửa nhà anh xiêu.
Loại mắm này gia đình nào ở Ngư Lộc cũng muối, vừa để ăn vừa để bán. Có nhà muối từ 2-3 tấn trong một vụ. Phần lớn mắm được đem nhập đi các nơi trong và ngoài tỉnh đem lại thu nhập đáng kể cho các bộ phận gia đình ở đây.
Mắm tôm ở đây được coi là ngon nhất Việt Nam. Được xuất khẩu đi Mỹ, chủ yếu là người Việt Nam và Trung Quốc định cư ở Mỹ ưa chuộng.

#### Nước mắm (mắm cá)
Cũng như nghề mắm moi, nghề mắm cá ở đây cũng khá phổ biến. Nguyên liệu để chế biến nước mắm ở đây là các loại cá: lầm, nục, chỏng, trích, thu... Nhưng ngon nhất vẫn là cá cơm (cá tỏng) cá nục và cá thu. Dụng cụ dùng để chế biến nước mắm là các loại thùng gỗ có đường kính 1-2m, cao 20–30 cm, bể xi măng và các chum vại có dung tích lớn.
Kỹ thuật làm nước mắm cũng giống như các nơi khác. Cá sau khi đánh về rửa sạch, cho vào thùng hoặc bể, cứ một lượt muối xếp một lượt cá cho đến khi hết cá thì rải thêm một lượt muối cuối cùng lên trên nữa. Dùng một cái vỉ đặt lên phía trên cá rồi dùng đá tảng chận lên trên nén chặt cá. Vài hôm sau nước cá dâng cao, tháo lấy nước ấy, rồi tiếp tục nén ép cá, lại đổ nước cá nén đợt đầu vào trở lại bể cá. Quá trình rút ra đổ vào khoảng 3 lần, sau đó hãm cá từ 3-6 tháng, thậm chí càng để lâu càng tốt. Trong thời gian hãm cá luôn phải để ý nắng mưa (nắng mở mưa che). Nhờ nắng mà mắm cá nhanh chín tơi, lúc này người ta gọi là mắm chượp. Qua thời gian hãm đã đủ người ta bắt đầu kéo cho nước mắm chảy qua vòi nhỏ giọt, sau đó tiếp tục đổ quay trở lại bể cá. Quá trình này diễn ra vài ba lần. Làm như vậy ta có được loại nước mắm cốt. Nước mắm cốt ban đầu còn hăng phải phơi nắng một thời gian nhất định cho vị của nó dịu dần trở nên thơm ngon hơn. Sau khi thu nước mắm cốt xong, phải nấu nước muối sôi để nguội, đổ vào xác chượp và dùng cào quấy đều, tiếp tục phơi nắng cho đến lần thứ 3-4. Cuối cùng nấu xác chượp với muối rồi đem lọc qua vải để lấy mắm loại 5 hay còn gọi là nước mắm kho. Để xác định nồng độ đạm trong nước mắm người ta dùng nhiệt kế đo hoặc ngửi qua mũi.
Hằng năm Ngư Lộc cung ứng cho thị trường tới vài ba vạn lít nước mắm có chất lượng.